# Celuloza Kostrzyn nad Odrą
Celuloza Kostrzyn nad Odrą – polski klub piłkarski z siedzibą w Kostrzynie nad Odrą, powstały w 1957 roku. W sezonie 2025/2026 występuje w klasie okręgowej, grupie gorzowskiej.

## Historia klubu
Klub powstał na bazie założonego w 1957 roku KS Unia.
Pierwszy nabór do sekcji piłki nożnej przeprowadzono w 1957 roku. Pierwszą piłkę zakupiono z dobrowolnych składek członkowskich i rozpoczęto treningi na boiskach przy torach kolejowych. Trenerem społecznym był wówczas Jan Leśniewski. Już w 1959 roku drużyna w składzie: Jan Tomasik, Walenty Matuszek, Zbigniew Krzemiński, Eugeniusz Łuczak, Janusz Jędrzejczak, Jan Górecki, Bogdan Józefiaj, Kazimierz Leśniewski, Jan Biedak, Jan Klarzyński, Stanisław Sławok awansowała do rozgrywek klasy B. Awans do kolejnej wyższej klasy nastąpił w 1962 roku, kierownikiem sekcji był w tym czasie Jerzy Trepczyk, a trenerem Leon Grześ. Na koniec 1963 roku sekcja posiadała trzy drużyny biorące udział w rozgrywkach mistrzowskich: I zespół seniorów (klasa A), II zespół seniorów (klasa C) oraz zespół juniorów. Awans Celulozy do klasy okręgowej nastąpił w 1969 roku i był wielkim sukcesem oraz radością kibiców. Właśnie wówczas powstał Klub Kibica, którego prezesem został Gerard Haśnik. Z chwilą uzyskania awansu do ligi okręgowej pierwsza drużyna została wzmocniona zawodnikami z innych klubów. Byli to: Kazimierz Malinowski, Stanisław Prokopowicz, Jan Adamowicz, Jan Goc, Jan Kisły, Bolesław Kruk, Julian Kowalczyk i Alfons Dolny. Nowym szkoleniowcem został Adam Kaczorowski. W sezonie 1972/1973 klub doskonali się w klasie okręgowej, by rok później awansować do klasy wojewódzkiej, a zespół wzmacniają Zenon Chmielewski, Stanisław Kowalczyk, Marian Wiśniewski. Przychodzi 1978 rok, rok w którym piłkarze Celulozy odnoszą największy sukces w historii klubu uzyskali awans do klasy międzywojewódzkiej, zdobyli Puchar Polski na szczeblu okręgowym oraz Puchar Przyjaźni. Zespół juniorów awansował do ligi międzywojewódzkiej. Klub Celuloza posiadał wówczas 17 osobową kadrę piłkarzy, trenujących dwa razy dziennie. Budowano silną drużynę, która w 1982 roku uzyskała historyczny awans do II ligi. Duszą piłkarskiego kolektywu w tym okresie był kierownik sekcji i drużyny Aleksander Michaluk. Drużyna pod wodzą Romana Sługockiego grała w następującym składzie: Janusz Górski, Zenon Mikołajczyk, Marek Krawczyński, Andrzej Krawczyński, Andrzej Kogut, Jerzy Żygielewicz, Ryszard Kodzis, Waldemar Kowalczyk, Bogdan Babiracki, Marian Wiśniewski, Roman Żmijak, Krzysztof Wierzbicki, Reneusz Wachol, Jan Piasecki, Jan Oszmian, Arkadiusz Tański. Do legendy przeszedł pojedynek w 1/16 Pucharu Polski z ówczesnym mistrzem Polski Lechem Poznań rozegrany we wrześniu 1983 roku i zakończony porażką Celulozy dopiero po trzech rzutach karnych. W latach 1984–1997 zespół występował w III lidze. W latach 1997 -2009 grał w czwartej lidze lubuskiej. W sezonie 2009/2010 ponownie występuje w III lidze, tym razem dolnośląsko-lubuskiej. Za swoją działalność Celuloza otrzymała Srebrną Odznakę PZPN w 2002 roku. Pierwszym obiektem sportowym z prawdziwego zdarzenia był istniejący do dziś zbudowany w latach 1962–1964 stadion sportowy składający się z głównej płyty piłkarskiej z widownią na 4 tysiące miejsc. Finansowanie działalności klubu do 1994 roku spoczywało na barkach patronackiego zakładu, tj. Kostrzyńskich Zakładów Papierniczych. Obecnie jego działalność finansowana jest ze środków prywatnych i budżetu miasta.

### Historyczne nazwy
(1959) ZKS Zakładowy Klub Sportowy Celuloza → (1961) KS Celuloza /fuzja Warty Kostrzyn z Celulozą/ →(1992) MKS Miejski Klub Sportowy Celuloza → (1999) KKP Kostrzyński Klub Piłkarski Celuloza → (2012) TS Towarzystwo Sportowe Celuloza

## Sukcesy
- 8. miejsce w II lidze – 1982/1983
- 15. miejsce w II lidze – 1983/1984
- 19 sezonów w III lidze – 1974-1976, 1978-1997
- 1/16 finału Pucharu Polski – 1983/1984
- Puchar Polski OZPN Gorzów Wlkp. – 1977/1978, 1985/1986, 1991/1992, 1993/1994

## Stadion
Celuloza mecze rozgrywa na Stadionie MOSiR w Kostrzynie nad Odrą. Dane techniczne stadionu:
- pojemność stadionu: 2800 (1000 siedzących)
- oświetlenie: brak
- wymiary boiska: 105 m x 70 m

## Dotychczasowi prezesi
| L.p. | Imię i nazwisko        | Okres pracy |
| ---- | ---------------------- | ----------- |
| 1.   | Ludwik Banaszak        | 1958-1961   |
| 2.   | Wincenty Galczak       | 1961-1962   |
| 3.   | Bolesław Polak         | 1962-1968   |
| 4.   | Zenon Bromblik         | 1968-1972   |
| 5.   | Franciszek Statkiewicz | 1972-1980   |
| 6.   | Wincenty Galczak       | 1980-1982   |
| 7.   | Andrzej Włodarczak     | 1982-1985   |
| 8.   | Franciszek Statkiewicz | 1985-1987   |
| 9.   | Andrzej Włodarczak     | 1987-1987   |
| 10.  | Remigiusz Tarnowski    | 1987-1990   |

| L.p. | Imię i nazwisko    | Okres pracy |
| ---- | ------------------ | ----------- |
| 11.  | Stanisław Kotas    | 1990-1994   |
| 12.  | Wiesław Sokołowski | 1994-1998   |
| 13.  | Zygmunt Romanowski | 1998-2005   |
| 14.  | Stanisław Gorzelak | 2005-2006   |
| 15.  | Adam Wróblewski    | 2006-2008   |
| 16.  | Jeremi Filuś       | 2008-2010   |
| 17.  | Stefan Biliński    | 2010-2011   |
| 18.  | Sławomir Wieczorek | 2011-2012   |
| 19.  | Albert Wawrzyniak  | 2012-2016   |
| 20.  | Marcin Wieliczko   | 2016-2018   |

| L.p. | Imię i nazwisko     | Okres pracy |
| ---- | ------------------- | ----------- |
| 21.  | Mirosław Wrzesiński | 2018-2018   |
| 22.  | Jakub Piątkowski    | 2018-2023   |
| 23.  | Katarzyna Cudak     | 2023-       |

- Opracował Mariusz Gazda Kostrzyn nad Odrą

## Dotychczasowi trenerzy, kierownicy drużyn
| L.p. | Sezon     | Trener | Trener II                                                                                      | Kierownik drużyny |
| ---- | --------- | --- | ---------------------------------------------------------------------------------------------- | --- |
| 1.   | 1958      | Jan Leśniewski |                                                                                                | |
| 2.   | 1959      | Jan Leśniewski |                                                                                                | |
| 3.   | 1960      | Gerard Maroń | Janusz Domina                                                                                  | |
| 4.   | 1960/1961 | Gerard Maroń | Janusz Domina                                                                                  | |
| 5.   | 1961/1962 | Edmund Ratajczak (od 1 kolejki do 10 kolejki), Gerard Maroń (od 11 kolejki do 20 kolejki) |                                                                                                | |
| 6.   | 1962/1963 | Leon Grześ |                                                                                                | Jerzy Trepczyk |
| 7.   | 1963/1964 | Leon Grześ (od 1 kolejki do 1 kolejki), Henryk Ryczaj (od 2 kolejki do 24 kolejki) |                                                                                                | Rajmund Pinkowski (od 1 kolejki do 12 kolejki), Jerzy Trepczyk (od 13 kolejki do 24 kolejki)                                                    |
| 8.   | 1964/1965 | Henryk Raczaj i Leon Grześ (od 1 kolejki do 13 kolejki), Henryk Raczaj (od 14 kolejki do 22 kolejki) |                                                                                                | Jerzy Trepczyk |
| 9.   | 1965/1966 | Zdzisław Jusis (od 1 kolejki do 10 kolejki), Zdzisław Jusis i Tadeusz Dudek (od 11 kolejki do 20 kolejki) |                                                                                                | Franciszek Bębenek, Jerzy Trepczyk ((od 1 kolejki do 10 kolejki)), Stanisław Kwiatkowski, Janusz Domina (od 11 kolejki do 20 kolejki)           |
| 10.  | 1966/1967 | Leon Grześ |                                                                                                | Bogdan Urbanowicz |
| 11.  | 1967/1968 | Edward Orzech i Władysław Fałat |                                                                                                | Marian Adamkiewicz |
| 12.  | 1968/1969 | Edward Orzech |                                                                                                | Marian Adamkiewicz |
| 13.  | 1969/1970 | Adam Kaczorowski |                                                                                                | Andrzej Włodarczak |
| 14.  | 1970/1971 | Adam Kaczorowski |                                                                                                | Andrzej Włodarczak |
| 15.  | 1971/1972 | Adam Kaczorowski |                                                                                                | |
| 16.  | 1972/1973 | Adam Kaczorowski |                                                                                                | |
| 17.  | 1973/1974 | Edward Orzech (jesień), Władysław Fałat (wiosna) |                                                                                                | |
| 18.  | 1974/1975 | Władysław Giergiel | Władysław Piec                                                                                 | Aleksander Michaluk |
| 19.  | 1975/1976 | Władysław Piec |                                                                                                | Aleksander Michaluk |
| 20.  | 1976/1977 | Bogdan Łopaciński | Stanisław Gorzelak                                                                             | Aleksander Michaluk |
| 21.  | 1977/1978 | Bogdan Łopaciński | Stanisław Gorzelak                                                                             | Aleksander Michaluk |
| 22.  | 1978/1979 | Bogdan Łopaciński | Stanisław Gorzelak                                                                             | Aleksander Michaluk |
| 23.  | 1979/1980 | Waldemar Lewandowski (od 1 kolejki do 12 kolejki), Roman Sługocki (od 13 kolejki do 24 kolejki) | Stanisław Gorzelak                                                                             | Aleksander Michaluk |
| 24.  | 1980/1981 | Roman Sługocki | Edward Orzech                                                                                  | Aleksander Michaluk |
| 25.  | 1981/1982 | Roman Sługocki (od 1 kolejki do 11 kolejki), Stanisław Gorzelak (od 12 kolejki do 13 kolejki), Roman Sługocki (od 14 kolejki do 26 kolejki) |                                                                                                | Aleksander Michaluk |
| 26.  | 1982/1983 | Roman Sługocki | Andrzej Michalski                                                                              | Zdzisław Krauze |
| 27.  | 1983/1984 | Wojciech Niedźwiecki (od 1 kolejki do 3 kolejki), Michał Leonowicz (od 4 kolejki do 21 kolejki), Władysław Cioroch (od 22 kolejki do 30 kolejki) | Władysław Cioroch (od 4 kolejki do 21 kolejki)                                                 | Marian Strep |
| 28.  | 1984/1985 | Władysław Cioroch |                                                                                                | Marian Strep |
| 29.  | 1985/1986 | Roman Sługocki |                                                                                                | Marian Strep |
| 30.  | 1986/1987 | Roman Sługocki (od 1 kolejki do 13), Stanisław Adamski (od 14 kolejki do 26 kolejki) | Jan Szafrankiewicz (od 1 kolejki do 13)                                                        | Janusz Śliwiński |
| 31.  | 1987/1988 | Roman Sługocki | Ryszard Ostapiuk                                                                               | Janusz Śliwiński (od 1 kolejki do 13 kolejki), Jan Kucharski (od 13 kolejki do 26 kolejki)                                                      |
| 32.  | 1988/1989 | Tadeusz Czybuk (od 1 kolejki do 16 kolejki), Jan Kępa (od 17 kolejki do 18 kolejki), Janusz Płaczek (od 19 kolejki do 26 kolejki) | Ryszard Ostapiuk                                                                               | Jan Kucharski |
| 33.  | 1989/1990 | Janusz Płaczek | Ryszard Ostapiuk                                                                               | Jan Kucharski |
| 34.  | 1990/1991 | Janusz Płaczek | Ryszard Ostapiuk                                                                               | Jan Kucharski |
| 35.  | 1991/1992 | Janusz Płaczek (od 1 kolejki do 4 kolejki), Ryszard Ostapiuk (od 5 kolejki do 26 kolejki) | Ryszard Ostapiuk (od 1 kolejki do 4 kolejki)                                                   | Jan Kucharski |
| 36.  | 1992/1993 | Ryszard Ostapiuk |                                                                                                | Jan Kucharski (od 1 kolejki do 17 kolejki), Wiesław Skorupiński (od 18 kolejki 34 kolejki)                                                      |
| 37.  | 1993/1994 | Zenon Chmielewski | Jerzy Jankowski (od 1 kolejki do 21 kolejki), Ireneusz Waligóra (od 22 kolejki do 38 kolejki)  | Jerzy Jankowski (od 1 kolejki do 21 kolejki), Ireneusz Waligóra (od 22 kolejki do 38 kolejki)                                                   |
| 38.  | 1994/1995 | Zenon Chmielewski (od 1 kolejki do 19 kolejki), Janusz Płaczek (od 20 kolejki do 34 kolejki) | Ireneusz Sobczak (od 1 kolejki do 19 kolejki), Witold Wiśniewski (od 20 kolejki do 34 kolejki) | Jan Kucharski (od 1 kolejki do 19 kolejki), Witold Wiśniewski (od 20 kolejki do 34 kolejki)                                                     |
| 39.  | 1995/1996 | Janusz Płaczek | Witold Wiśniewski                                                                              | Witold Wiśniewski |
| 40.  | 1996/1997 | Janusz Płaczek (od 1 kolejki do 21 kolejki), Roman Sługocki (od 22 kolejki do 34 kolejki) | Dariusz Orłowski                                                                               | Władysław Kędzior |
| 41.  | 1997/1998 | Ryszard Ostapiuk |                                                                                                | Władysław Kędzior |
| 42.  | 1998/1999 | Ryszard Ostapiuk |                                                                                                | Władysław Kędzior (od 1 kolejki do 17 kolejki), Stanisław Gorzelak (od 18 kolejki do 34 kolejki)                                                |
| 43.  | 1999/2000 | Ryszard Ostapiuk (od 1 kolejki do 17 kolejki), Stanisław Gorzelak (od 18 kolejki do 34 kolejki) |                                                                                                | Stanisław Gorzelak (od 1 kolejki do 17 kolejki), Jan Goc (od 18 kolejki do 34 kolejki)                                                          |
| 44.  | 2000/2001 | Stanisław Gorzelak (od 1 kolejki do 24 kolejki), Jerzy Wandelt (od 25 kolejki do 33 kolejki), Dariusz Zdzitowiecki (od 34 kolejki do 37 kolejki), Jerzy Wandelt (od 38 kolejki do 38 kolejki) |                                                                                                | Jan Goc (od 1 kolejki do 38 kolejki) |
| 45.  | 2001/2002 | Jerzy Wandelt (od 1 kolejki do 4 kolejki), Andrzej Michalski (od 5 kolejki do 34 kolejki) |                                                                                                | Jan Goc (od 1 kolejki do 3 kolejki), Dariusz Zdzitowiecki (od 4 kolejki do 6 kolejki), Jan Goc (od 7 kolejki do 34 kolejki)                     |
| 46.  | 2002/2003 | Andrzej Michalski (od 1 kolejki do 29 kolejki), Adam Bogdański (od 30 kolejki do 34 kolejki) |                                                                                                | Dariusz Zdzitowiecki (od 2 kolejki do 4 kolejki), Jan Goc (od 5 kolejki do 17 kolejki), Dariusz Zdzitowiecki (od 18 kolejki do 34 kolejki)      |
| 47.  | 2003/2004 | Adam Bogdański (od 1 kolejki do 12 kolejki), Zenon Chmielewski (od 13 kolejki do 17 kolejki), Andrzej Michalski (od 18 kolejki do 34 kolejki) |                                                                                                | Stanisław Gorzelak (od 1 kolejki do 6 kolejki), Józef Zieliński (od 7 kolejki do 34 kolejki)                                                    |
| 48.  | 2004/2005 | Tadeusz Czybuk (od 1 kolejki do 34 kolejki) |                                                                                                | Józef Zieliński (od 1 kolejki do 24 kolejki), Dariusz Zdzitowiecki (od 25 kolejki do 26 kolejki), Józef Zieliński (od 27 kolejki do 34 kolejki) |
| 49.  | 2005/2006 | Bogdan Łopaciński |                                                                                                | Józef Zieliński |
| 50.  | 2006/2007 | Krzysztof Woziński (od 1 kolejki do 8 kolejki), Stanisław Gorzelak (od 9 kolejki do 15 kolejki), Krzysztof Woziński (od 16 kolejki do 16 kolejki), Witold Wiśniewski (od 17 kolejki do 17 kolejki), Arkadiusz Nowak (od 18 kolejki do 18 kolejki), Witold Wiśniewski (od 19 kolejki do 30 kolejki) | Arkadiusz Nowak (od 17 do 22 kolejki), Ireneusz Sobczak (od 23 kolejki do 30 kolejki)          | Józef Zieliński (od 1 kolejki do 15 kolejki), Władysław Kędzior (od 16 kolejki do 30 kolejki)                                                   |

| L.p. | Sezon     | Trener | Trener II                                   | Kierownik drużyny |
| ---- | --------- | --- | ------------------------------------------- | --- |
| 51.  | 2007/2008 | Ireneusz Sobczak (od 1 kolejki do 3 kolejki), Mieczysław Bania (od 4 kolejki do 15 kolejki), Tadeusz Czybuk (od 16 kolejki do 22 kolejki), Roman Kuśnierczak (od 23 kolejki do 30 kolejki)                                                             |                                             | Józef Zieliński (od 1 kolejki do 30 kolejki)                                                                                       |
| 52.  | 2008/2009 | Roland Heppner |                                             | Józef Zieliński |
| 53.  | 2009/2010 | Roland Heppner |                                             | Józef Zieliński |
| 53.  | 2010/2011 | Roland Heppner |                                             | Józef Zieliński |
| 54.  | 2011/2012 | Roland Heppner (od 1 kolejki do 2 kolejki), Krzysztof Wasilkiewicz (od 3 kolejki do 9 kolejki), Roland Heppner (od 11 kolejki do 15 kolejki), Krzysztof Wasilkiewicz (od 16 kolejki do 17 kolejki), Dariusz Zdzitowiecki (od 18 kolejki do 18 kolejki) |                                             | Józef Zieliński (od 1 kolejki do 18 kolejki)                                                                                       |
| 55.  | 2012/2013 | Łukasz Kostowiecki | Łukasz Dorniak                              | Władysław Kędzior |
| 56.  | 2013/2014 | Łukasz Kostowiecki | Łukasz Dorniak                              | Władysław Kędzior |
| 57.  | 2014/2015 | Łukasz Kostowiecki (od 1 kolejki do 13 kolejki), Łukasz Dorniak (od 14 kolejki do 26 kolejki) | Łukasz Dorniak (od 1 kolejki do 13 kolejki) | Władysław Kędzior |
| 58.  | 2015/2016 | Łukasz Dorniak (od 1 kolejki do 15 kolejki), Gracjan Wierzbicki (od 16 kolejki do 30 kolejki) |                                             | Władysław Kędzior |
| 59.  | 2016/2017 | Radosław Bułgajewski (od 1 kolejki do 15 kolejki), Gracjan Wierzbicki (od 16 kolejki do 30 kolejki) |                                             | Władysław Kędzior |
| 60.  | 2017/2018 | Gracjan Wierzbicki (od 1 kolejki do 13 kolejki), Łukasz Dorniak (od 14 kolejki do 26 kolejki) |                                             | Władysław Kędzior |
| 61.  | 2018/2019 | Łukasz Dorniak |                                             | Władysław Kędzior |
| 62.  | 2019/2020 | Łukasz Dorniak |                                             | Władysław Kędzior |
| 61.  | 2020/2021 | Łukasz Dorniak |                                             | Władysław Kędzior |
| 62.  | 2021/2022 | Łukasz Dorniak (od 1 kolejki do 13 kolejki), Mateusz Migdal (od 14 kolejki do 14 kolejki), Sebastian Jankowski (od 15 kolejki do 17 kolejki), Tomasz Dolaciński (od 18 kolejki do 34 kolejki)                                                          |                                             | Dariusz Głowacki |
| 63.  | 2022/2023 | Tomasz Dolaciński (od 1 kolejki do 24), Sebastian Jankowski (od 25 do 34 kolejki) |                                             | Dariusz Głowacki |
| 64.  | 2023/2024 | Sebastian Jankowski | Bartosz Romaniuk                            | Paweł Haremza |
| 65.  | 2024/2025 | Sebastian Jankowski | Bartosz Romaniuk                            | Paweł Haremza (od 1 kolejki do 1 kolejki), Aleksander Wnuk (od 2 kolejki do 2 kolejki), Paweł Haremza (od 3 kolejki do 30 kolejki) |

| Trener                 | Ilość spotkań | Bramki zdobyte | Bramki stracone | Zwycięstwa | Remisy | Porażki |
| ---------------------- | ------------- | -------------- | --------------- | ---------- | ------ | ------- |
| Jan Leśniewski         | 26            | 95             | 20              | 16         | 2      | 2       |
| Gerard Maroń           | 54            |                |                 |            |        |         |
| Edmund Ratajczak       | 10            |                |                 |            |        |         |
| Leon Grześ             | 58            |                |                 |            |        |         |
| Henryk Ryczaj          | 22            |                |                 |            |        |         |
| Zdzisław Jusis         | 26            |                |                 |            |        |         |
| Tadeusz Dudek          | 16            |                |                 |            |        |         |
| Edward Orzech          | 59            |                |                 |            |        |         |
| Władysław Fałat        | 37            |                |                 |            |        |         |
| Adam Kaczorowski       | 106           | 118            | 182             | 24         | 34     | 48      |
| Władysław Giergiel     | 26            | 22             | 24              | 9          | 9      | 8       |
| Władysław Piec         | 26            | 32             | 20              | 11         | 6      | 9       |
| Bogdan Łopaciński      | 116           |                |                 |            |        |         |
| Waldemar Lewandowski   | 12            |                |                 | 3          | 4      | 5       |
| Roman Sługocki         | 144           |                |                 |            |        |         |
| Stanisław Gorzelak     | 43            |                |                 |            |        |         |
| Wojciech Niedźwiecki   | 3             | 2              | 7               | 0          | 1      | 2       |
| Michał Leonowicz       | 17            |                |                 |            |        |         |
| Władysław Cioroch      | 35            |                |                 |            |        |         |
| Stanisław Adamski      | 13            | 15             | 11              | 5          | 6      | 2       |
| Tadeusz Czybuk         | 57            |                |                 |            |        |         |
| Jan Kępa               | 2             | 2              | 0               | 1          | 1      | 0       |
| Janusz Płaczek         | 146           |                |                 |            |        |         |
| Ryszard Ostapiuk       | 140           |                |                 |            |        |         |
| Zenon Chmielewski      | 62            |                |                 |            |        |         |
| Jerzy Wandelt          | 14            | 22             | 20              | 4          | 2      | 8       |
| Dariusz Zdzitowiecki   | 5             | 7              | 13              | 2          | 0      | 3       |
| Andrzej Michalski      | 75            |                |                 |            |        |         |
| Adam Bogdański         | 16            |                |                 |            |        |         |
| Krzysztof Woziński     | 9             | 9              | 13              | 2          | 3      | 4       |
| Witold Wiśniewski      | 13            | 14             | 24              | 0          | 7      | 6       |
| Arkadiusz Nowak        | 1             | 1              | 0               | 1          | 0      | 0       |
| Ireneusz Sobczak       | 3             | 2              | 10              | 0          | 0      | 3       |
| Mieczysław Bania       | 12            | 11             | 24              | 2          | 3      | 7       |
| Roman Kuśnierczak      | 8             | 8              | 24              | 0          | 2      | 6       |
| Roland Heppner         | 95            | 162            | 130             | 41         | 14     | 40      |
| Krzysztof Wasilkiewicz | 9             | 6              | 25              | 0          | 2      | 7       |
| Łukasz Kostowiecki     | 47            | 225            | 38              | 38         | 5      | 3       |
| Łukasz Dorniak         | 125           | 373            | 189             | 78         | 15     | 31      |
| Gracjan Wierzbicki     | 28            | 79             | 71              | 10         | 1      | 17      |
| Radosław Bułgajewski   | 15            | 27             | 49              | 4          | 3      | 8       |
| Mateusz Migdal         | 1             | 3              | 0               | 1          | 0      | 0       |
| Sebastian Jankowski    | 13 (43)       |                |                 |            |        |         |
| Tomasz Dolaciński      | 41            | 42             | 89              | 7          | 7      | 27      |

## Piłkarze Celulozy w reprezentacji Polski
W reprezentacji Polski grało 3 zawodników. Łącznie wystąpili w 102 meczach reprezentacji.
| Dariusz Dudka       | Dariusz Dudka |
| ------------------- | --- |
| Mecze/gole:         | 65/2 |
| Debiut:             | 12.07.2004 Chicago, Stany Zjednoczone – Polska 1:1 |
| Ostatni mecz:       | 16.06.2012 Wrocław, Czechy – Polska 1:0 |
| Sukcesy:            | Uczestnik Mistrzostw Świata w Niemczech (2006), a także Mistrzostw Europy w Austrii i Szwajcarii (2008) oraz w Polsce i na Ukrainie (2012). Należy do Klubu Wybitnego Reprezentanta. |
| Grzegorz Wojtkowiak | |
| Mecze/gole:         | 23/0 |
| Debiut:             | 10.09.2008 Serravalle, San Marino – Polska 0:2 |
| Ostatni mecz        | 06.06.2014 Gdańsk, Polska – Litwa 2:1 |
| Sukcesy:            | Uczestnik Mistrzostw Europy w Polsce i na Ukrainie (2012) |
| Kazimierz Sidorczuk | |
| Mecze/gole:         | 14/0 |
| Debiut:             | 19.12.1990 Wolos, Grecja – Polska 1:2 |
| Ostatni mecz        | 31.03.1999 Chorzów, Polska – Szwecja 0:1 |
| Sukcesy:            | |

- Opracował Mariusz Gazda Kostrzyn nad Odrą

W reprezentacji Polski wystąpił w 1 meczu towarzyskim Władysław Giergiel trener Celulozy w sezonie 1974/1975.
| Władysław Giergiel | Władysław Giergiel                        |
| ------------------ | ----------------------------------------- |
| Mecze/gole:        | 1/0                                       |
| Debiut:            | 19.07.1947 Warszawa, Rumunia – Polska 2:1 |
| Ostatni mecz:      |                                           |
| Sukcesy:           |                                           |

- Opracował Mariusz Gazda Kostrzyn nad Odrą

## Młodzieżowi reprezentanci Polski
| L.p. | Imię i nazwisko     | Wychowanek                 | Pozostałe kluby | Pozycja   | Data i miejsce urodzenia                                         | Kategoria            |
| ---- | ------------------- | -------------------------- | --- | --------- | ---------------------------------------------------------------- | -------------------- |
| 1    | Artur Kalinowski    | Celuloza Kostrzyn nad Odrą | Hutnik Warszawa, Świt Nowy Dwór Mazowiecki, Znicz Pruszków | Napastnik | 26 maja 1977                                                     | U 17                 |
| 2    | Łukasz Kostowiecki  | Celuloza Kostrzyn nad Odrą | SMS Łódź, Dąb Dębno, Pogoń Skwierzyna, SV 07 Eschwege , Odra Górzyca, Golzower SV | Pomocnik  | 5 listopada 1982 Szczecin                                        | U 15 U 16            |
| 3    | Paweł Juszkiewicz   | Warta Słońsk               | Celuloza Kostrzyn nad Odrą, Spójnia Ośno Lubuskie | Pomocnik  | Urodzony: 1986, zmarł: 2020                                      | U 16                 |
| 4    | Dawid Kucharski     | Celuloza Kostrzyn nad Odrą | Amica Wronki, Lech Poznań, Heart of Midlothian FC , Pogoń Szczecin, Okocimski KS Brzesko, Stomil Olsztyn, Stilon Gorzów Wielkopolski, SV Peheim , Piast Karnin, Orzeł Międzyrzecz, Polonia Słubice                            | Obrońca   | 19 listopada 1984 Kostrzyn nad Odrą                              | U 18 19 20 21        |
| 5    | Michał Rajkiewicz   | Celuloza Kostrzyn nad Odrą | Arka Nowa Sól, Polonia Słubice, Miedź Legnica, Chrobry Głogów, SV Victoria Seelow , Czarni Witnica, Warta Słońsk | Obrońca   | 8 lutego 1985 Kostrzyn nad Odrą                                  | U 16, 18             |
| 6    | Mirosław Dębiec     | Stal Mielec                | MSP Szamotuły, Unia Kunice Żary, Dyskobolia Grodzisk Wielkopolski, Rega-Merida Trzebiatów, Polonia Słubice, Ilanka Rzepin, Tur Turek, Orzeł Międzyrzecz, Celuloza Kostrzyn nad Odrą, Stilon Gorzów Wielkopolski, Odra Górzyca | Bramkarz  | 14 lutego 1987 Mielec                                            | U 20                 |
| 7    | Grzegorz Walczyński | Celuloza Kostrzyn nad Odrą | Tor-Bud Baczyna | Pomocnik  |                                                                  | U 16                 |
| 8    | Adam Kuryło         | Brda Bydgoszcz             | Zawisza Bydgoszcz, Stoczniowiec Gdańsk, Celuloza Kostrzyn nad Odrą, Olimpia Poznań, Wisła Płock | Napastnik | Urodzony: 23 marca 1957 Bydgoszcz, zmarł 27 lipca 2019 Bydgoszcz | U 16                 |
| 9    | Dariusz Dudka       | Celuloza Kostrzyn nad Odrą | Amica Wronki, Wisła Kraków, AJ Auxerre , Levante UD , Birmingham City FC , Lech Poznań | Obrońca   | 9 grudnia 1983 Kostrzyn nad Odrą                                 | U 16, 17, 19, 20, 21 |
| 10   | Grzegorz Wojtkowiak | Celuloza Kostrzyn nad Odrą | Amica Wronki, Lech Poznań,TSV München von 1860 , Lechia Gdańsk | Obrońca   | 26 stycznia 1984 Kostrzyn nad Odrą                               | U 16, 17, 19, 20, 21 |
| 11   | Piotr Ufniak        | Zjednoczeni Przytoczna     | Celuloza Kostrzyn nad Odrą, Pogoń Skwierzyna, Pogoń Krzeszyce | Pomocnik  | 19 luty 1987                                                     | U 17                 |
| 12   | Jan Kłuciński       | Promień Żary               | Celuloza Kostrzyn nad Odrą | Pomocnik  |                                                                  | U 16                 |

- Opracował Mariusz Gazda Kostrzyn nad Odrą

## Zawodnicy Celulozy w Europejskich Pucharach
| L.p. | Imię i nazwisko     | Wychowanek                 | Liga Mistrzów, Puchar Mistrzów, Puchar Europy Mistrzów Krajowych | Puchar Zdobywców Pucharów, Puchar UEFA, Liga Europy | Puchar Intertoto |
| ---- | ------------------- | -------------------------- | ---------------------------------------------------------------- | --------------------------------------------------- | ---------------- |
| 1    | Dariusz Dudka       | Celuloza Kostrzyn nad Odrą | 10/0                                                             | 27/0                                                | 0/0              |
| 2    | Grzegorz Wojtkowiak | Celuloza Kostrzyn nad Odrą | 4/0                                                              | 18/0                                                | 2/0              |
| 3    | Dawid Kucharski     | Celuloza Kostrzyn nad Odrą | 0/0                                                              | 11/0                                                | 2/0              |
| 4    | Kazimierz Sidorczuk | Dąb Dębno                  | 25/0                                                             | 4/0                                                 | 3/0              |
| 5    | Amadeusz Kłodawski  | Celuloza Kostrzyn nad Odrą | 0/0                                                              | 3/1                                                 | 0/0              |
| 6    | Grzegorz Kochanek   | Unia Bardo                 | 0/0                                                              | 1/0                                                 | 0/0              |

- W statystykach uwzględniono mecze kwalifikacyjne.
- Opracował Mariusz Gazda Kostrzyn nad Odrą

## Sezon po sezonie Celulozy Kostrzyn nad Odrą
| Poziom rozgrywek | Liczba sezonów | Sezony |
| ---------------- | -------------- | --- |
| I                | 0              | - |
| II               | 2              | 1982/1983, 1983/1984 |
| III              | 19             | 1974/1975, 1975/1976, 1978/1979, 1979/1980, 1980/1981, 1981/1982, 1984/1985, 1985/1986, 1986/1987, 1987/1988, 1988/1989, 1989/1990, 1990/1991, 1991/1992, 1992/1993, 1993/1994, 1994/1995, 1995/1996, 1996/1997                                                         |
| IV               | 24             | 1963/1964, 1964/1965, 1965/1966, 1969/1970, 1970/1971, 1971/1972, 1972/1973, 1973/1974, 1976/1977, 1977/1978, 1997/1998, 1998/1999, 1999/2000, 2000/2001, 20001/2002, 2002/2003, 2003/2004, 2004/2005, 2005/2006, 2006/2007, 2007/2008, 2009/2010, 2010/2011, 2011/2012 |
| V                | 10             | 1960, 1960/1961, 1961/1962, 1962/1963, 1966/1967, 1967/1968, 1968/1969, 2008/2009, 2021/2022, 2022/2023 |
| VI               | 8              | 1958, 1959, 2015/2016, 2016/2017, 2020/2021, 2023/2024, 2024/2025, 2025/2026 |
| VII              | 4              | 2014/2015, 2017/2018, 2018/2019, 2019/2020 |
| VIII             | 2              | 2012/2013, 2013/2014 |

| Sezon     | Liga                                              | Miejsce | Punkty | Bramki | Z  | R  | P  | Ilość spotkań ligowych + baraże | Puchar Polski (Centralny) | Puchar Polski (Regionalny)         | Poziom ligowy | Uwagi |
| --------- | ------------------------------------------------- | ------- | ------ | ------ | -- | -- | -- | ------------------------------- | ------------------------- | ---------------------------------- | ------------- | --- |
| 1958      | Klasa C (Gorzów Wielkopolski)                     | 1/7     | 21     | 59-8   | 10 | 1  | 1  | 12 + 2                          |                           |                                    | VI            | występy pod nazwą KS Unia Kostrzyn nad Odrą; baraże o awans do B Klasy, Uran Trzebicz Krajeński 4-2 Unia, Unia 4-7 Uran Trzebicz Krajeński |
| 1959      | Klasa C (Gorzów Wielkopolski)                     | 1/5     | 13     | 36-12  | 6  | 1  | 1  | 8 + 4                           |                           |                                    | VI            | występy pod nazwą KS Unia Kostrzyn nad Odrą; baraże o awans do B Klasy, KKS Celuloza 5-4 LZS Przytoczna, LZS Bobrówko 5-3 KKS Celuloza, LZS Przytoczna 4-8 KKS Celuloza, KKS Celuloza 6-0 LZS Bobrówko                                                                                           |
| 1960      | Klasa B (Gorzów Wielkopolski)                     | 10/12   | 15     | 38-68  | 10 | 1  | 11 | 22                              |                           |                                    | V             | występy pod nazwą KKS Celuloza Kostrzyn nad Odrą |
| 1960/1961 | Klasa B (Gorzów Wielkopolski)                     | 5/12    | 24     | 57-42  |    |    |    | 22                              |                           |                                    | V             | występy pod nazwą KKS Celuloza Kostrzyn nad Odrą |
| 1961/1962 | Klasa B (Gorzów Wielkopolski)                     | 3/11    | 28     | 91-45  | 13 | 2  | 5  | 20                              |                           |                                    | V             | występy pod nazwą KKS Celuloza Kostrzyn nad Odrą, przed sezonem 31 maja 1961 dojdzie do fuzji z WKS Wartą Kostrzyn nad Odrą występującą w Klasie C |
| 1962/1963 | Klasa B (Gorzów Wielkopolski)                     | 1/10    | 32     | 84-17  | 16 | 0  | 2  | 18 + 6                          |                           | II runda OZPN Zielona Góra         | V             | występy pod nazwą KKS Celuloza Kostrzyn nad Odrą; baraże o awans do A Klasy, KKS Celuloza 0-1 Słubiczanka Słubice, Len Nowa Sól 0-1 KKS Celuloza, Budowlani Gozdnica 2-3 KKS Celuloza, KKS Celuloza 3-2 Budowlani, KKS Celuloza 3-0 Len, Słubiczanka 2-2 KKS Celuloza                            |
| 1963/1964 | Klasa A (Zielona Góra)                            | 7/13    | 20     | 39-41  | 8  | 4  | 12 | 24                              |                           | III runda OZPN Zielona Góra        | IV            | występy pod nazwą KKS Celuloza Kostrzyn nad Odrą |
| 1964/1965 | Klasa A (Zielona Góra)                            | 8/12    | 19     | 39-41  | 7  | 3  | 12 | 22                              |                           |                                    | IV            | występy pod nazwą KKS Celuloza Kostrzyn nad Odrą |
| 1965/1966 | Klasa A (Zielona Góra)                            | 2/11    | 32     | 61-18  | 15 | 2  | 3  | 20 + 6                          |                           | V runda OZPN Zielona Góra          | IV            | występy pod nazwą ZKS Celuloza Kostrzyn nad Odrą; baraże o III ligę; ZKS Celuloza 3-2 Sprotavia Szprotawa, Czarni Witnica 6-0 ZKS Celuloza, ZKS Celuloza 1-1 Gubinianka Gubin, Sprotavia 7-1 ZKS Celuloza, ZKS Celuloza 2-3 Czarni Witnica, Gubinianka 3-1 ZKS Celuloza, reorganizacja rozgrywek |
| 1966/1967 | Klasa A (Zielona Góra)                            | 6/11    | 20     | 38-42  | 8  | 6  | 6  | 20                              |                           |                                    | V             | występy pod nazwą ZKS Celuloza Kostrzyn nad Odrą |
| 1967/1968 | Klasa A (Zielona Góra)                            | 7/13    | 22     | 40-46  | 8  | 6  | 10 | 24                              |                           |                                    | V             | występy pod nazwą ZKS Celuloza Kostrzyn nad Odrą |
| 1968/1969 | Klasa A (Zielona Góra)                            | 1/12    | 34     | 51-21  | 15 | 3  | 4  | 22                              |                           |                                    | V             | występy pod nazwą ZKS Celuloza Kostrzyn nad Odrą |
| 1969/1970 | Klasa Okręgowa (Zielona Góra)                     | 11/14   | 19     | 34-54  | 6  | 7  | 13 | 26                              |                           |                                    | IV            | występy pod nazwą ZKS Celuloza Kostrzyn nad Odrą |
| 1970/1971 | Klasa Okręgowa (Zielona Góra)                     | 10/14   | 20     | 24-42  | 5  | 10 | 11 | 26                              |                           | 1/16 OZPN Zielona Góra             | IV            | występy pod nazwą ZKS Celuloza Kostrzyn nad Odrą |
| 1971/1972 | Klasa Okręgowa (Zielona Góra)                     | 11/14   | 21     | 30-45  | 5  | 9  | 12 | 26                              |                           |                                    | IV            | występy pod nazwą ZKS Celuloza Kostrzyn nad Odrą |
| 1972/1973 | Klasa Okręgowa (Zielona Góra)                     | 9/15    | 24     | 30-41  | 8  | 8  | 12 | 28                              |                           |                                    | IV            | występy pod nazwą ZKS Celuloza Kostrzyn nad Odrą |
| 1973/1974 | Klasa Okręgowa (Zielona Góra)                     | 2/14    | 33     | 54-31  | 15 | 3  | 8  | 26                              |                           |                                    | IV            | występy pod nazwą ZKS Celuloza Kostrzyn nad Odrą |
| 1974/1975 | Liga Wojewódzka (Zielona Góra)                    | 7/14    | 27     | 22-22  | 9  | 9  | 8  | 26                              |                           | 1/4 OZPN Zielona Góra              | III           | występy pod nazwą ZKS Celuloza Kostrzyn nad Odrą |
| 1975/1976 | Liga Wojewódzka (Zielona Góra)                    | 5/14    | 28     | 32-20  | 11 | 6  | 9  | 26                              |                           | 1/32 OZPN Zielona Góra             | III           | występy pod nazwą ZKS Celuloza Kostrzyn nad Odrą, reorganizacja rozgrywek, powstanie OZPN Gorzów Wielkopolski |
| 1976/1977 | Klasa A (Gorzów Wielkopolski)                     | 3/16    | 44     | 75-19  | 18 | 8  | 4  | 30                              |                           | 1/2 OZPN Gorzów Wielkopolski       | IV            | występy pod nazwą ZKS Celuloza Kostrzyn nad Odrą |
| 1977/1978 | Klasa A (Gorzów Wielkopolski)                     | 1/14    | 43     | 94-15  | 19 | 5  | 2  | 26                              |                           | Zwycięstwo                         | IV            | występy pod nazwą ZKS Celuloza Kostrzyn nad Odrą |
| 1978/1979 | III liga grupa VII                                | 9/14    | 25     | 23-26  | 8  | 9  | 9  | 26                              | 1/128                     | 1/2 OZPN Gorzów Wielkopolski       | III           | występy pod nazwą ZKS Celuloza Kostrzyn nad Odrą |
| 1979/1980 | III liga grupa VII                                | 6/13    | 25     | 23-25  | 8  | 9  | 7  | 24                              |                           | 1/4 OZPN Gorzów Wielkopolski       | III           | występy pod nazwą ZKS Celuloza Kostrzyn nad Odrą |
| 1980/1981 | III liga grupa I                                  | 6/14    | 28     | 37-29  | 9  | 10 | 7  | 26                              |                           |                                    | III           | występy pod nazwą ZKS Celuloza Kostrzyn nad Odrą |
| 1981/1982 | III liga grupa I                                  | 2/14    | 37     | 39-24  | 15 | 7  | 4  | 26                              | 1/128                     | Finalista                          | III           | występy pod nazwą ZKS Celuloza Kostrzyn nad Odrą |
| 1982/1983 | II liga (grupa zachodnia)                         | 8/16    | 31     | 24-27  | 9  | 13 | 8  | 30                              |                           |                                    | II            | występy pod nazwą ZKS Celuloza Kostrzyn nad Odrą |
| 1983/1984 | II liga (grupa zachodnia)                         | 15/16   | 23     | 20-38  | 7  | 9  | 14 | 30                              | 1/16                      |                                    | II            | występy pod nazwą ZKS Celuloza Kostrzyn nad Odrą |
| 1984/1985 | III liga grupa I (grupa wielkopolska)             | 5/14    | 28     | 30-22  | 9  | 10 | 7  | 26                              | 1/64                      |                                    | III           | występy pod nazwą ZKS Celuloza Kostrzyn nad Odrą |
| 1985/1986 | III liga grupa I (grupa wielkopolska)             | 7/14    | 24     | 23-21  | 5  | 14 | 7  | 26                              |                           | Zwycięstwo                         | III           | występy pod nazwą ZKS Celuloza Kostrzyn nad Odrą |
| 1986/1987 | III liga grupa I (grupa wielkopolska)             | 4/14    | 31     | 29-19  | 10 | 9  | 7  | 26                              | 1/64                      | 1/4 OZPN Gorzów Wielkopolski       | III           | występy pod nazwą ZKS Celuloza Kostrzyn nad Odrą |
| 1987/1988 | III liga grupa I (grupa wielkopolska)             | 2/14    | 42     | 43-16  | 17 | 6  | 3  | 26                              |                           | 1/4 OZPN Gorzów Wielkopolski       | III           | występy pod nazwą ZKS Celuloza Kostrzyn nad Odrą |
| 1988/1989 | III liga (grupa wielkopolska)                     | 4/14    | 34     | 34-20  | 12 | 7  | 7  | 26                              |                           | 1/2 OZPN Gorzów Wielkopolski       | III           | występy pod nazwą ZKS Celuloza Kostrzyn nad Odrą |
| 1989/1990 | III liga grupa I (grupa północna)                 | 7/20    | 45     | 46-35  | 15 | 13 | 10 | 38                              |                           | 1/2 OZPN Gorzów Wielkopolski       | III           | występy pod nazwą ZKS Celuloza Kostrzyn nad Odrą |
| 1990/1991 | III liga grupa VIII (grupa Pomorze Zachodnie)     | 4/14    | 30     | 37-29  | 12 | 6  | 8  | 26                              |                           | 1/2 OZPN Gorzów Wielkopolski       | III           | występy pod nazwą ZKS Celuloza Kostrzyn nad Odrą |
| 1991/1992 | III liga grupa I (grupa Pomorze Zachodnie)        | 3/14    | 36     | 35-11  | 14 | 8  | 4  | 26                              |                           | Zwycięstwo                         | III           | występy pod nazwą ZKS Celuloza Kostrzyn nad Odrą |
| 1992/1993 | III liga Grupa III (grupa poznańska)              | 11/18   | 33     | 44-37  | 12 | 9  | 13 | 34                              | 1/128                     |                                    | III           | występy pod nazwą ZKS Celuloza Kostrzyn nad Odrą |
| 1993/1994 | III liga grupa VII (grupa poznańska)              | 13/20   | 37     | 43-41  | 12 | 13 | 13 | 38                              |                           | Zwycięstwo                         | III           | występy pod nazwą ZKS Celuloza Kostrzyn nad Odrą (jesień), MKS (wiosna) |
| 1994/1995 | III liga grupa VII (grupa poznańska)              | 13/18   | 33     | 39-38  | 13 | 7  | 14 | 34                              | 1/128                     | 1/4 OZPN Gorzów Wielkopolski       | III           | występy pod nazwą MKS Celuloza Kostrzyn nad Odrą |
| 1995/1996 | III liga grupa VIII (grupa poznańska)             | 3/18    | 60     | 54-37  | 17 | 9  | 8  | 34                              |                           | 1/2 OZPN Gorzów Wielkopolski       | III           | występy pod nazwą MKS Celuloza Kostrzyn nad Odrą |
| 1996/1997 | III liga grupa I (grupa poznańska)                | 16/18   | 35     | 50-62  | 9  | 8  | 17 | 34                              |                           | 1/4 OZPN Gorzów Wielkopolski       | III           | występy pod nazwą MKS Celuloza Kostrzyn nad Odrą |
| 1997/1998 | IV liga (grupa Poznań, Gorzów Wielkopolski, Piła) | 9/18    | 51     | 62-44  | 15 | 6  | 13 | 34                              |                           |                                    | IV            | występy pod nazwą MKS Celuloza Kostrzyn nad Odrą |
| 1998/1999 | IV liga (grupa Poznań, Gorzów Wielkopolski, Piła) | 7/18    | 54     | 55-39  | 15 | 9  | 10 | 34                              |                           | 1/4 OZPN Gorzów Wielkopolski       | IV            | występy pod nazwą MKS Celuloza Kostrzyn nad Odrą |
| 1999/2000 | IV liga (grupa Poznań, Gorzów Wielkopolski, Piła) | 15/18   | 35     | 37-46  | 9  | 8  | 17 | 34                              |                           |                                    | IV            | występy pod nazwą KKP Celuloza Kostrzyn nad Odrą, reorganizacja rozgrywek, powstanie LZPN |
| 2000/2001 | IV liga (grupa lubuska)                           | 12/20   | 50     | 58-51  | 15 | 5  | 18 | 38                              |                           | 1/8 LZPN                           | IV            | występy pod nazwą KKP Celuloza Kostrzyn nad Odrą |
| 2001/2002 | IV liga (grupa lubuska)                           | 11/18   | 47     | 43-43  | 13 | 8  | 13 | 34                              |                           | I runda OZPN Gorzów Wielkopolski   | IV            | występy pod nazwą KKP Celuloza Kostrzyn nad Odrą |
| 2002/2003 | IV liga (grupa lubuska)                           | 6/18    | 53     | 51-36  | 15 | 8  | 11 | 34                              |                           |                                    | IV            | występy pod nazwą KKP Celuloza Kostrzyn nad Odrą |
| 2003/2004 | IV liga (grupa lubuska)                           | 12/18   | 40     | 34-43  | 9  | 13 | 12 | 34                              |                           | III runda OZPN Gorzów Wielkopolski | IV            | występy pod nazwą KKP Celuloza Kostrzyn nad Odrą |
| 2004/2005 | IV liga (grupa lubuska)                           | 14/18   | 35     | 25-51  | 8  | 11 | 15 | 34                              |                           | IV runda OZPN Gorzów Wielkopolski  | IV            | występy pod nazwą KKP Celuloza Kostrzyn nad Odrą |
| 2005/2006 | IV liga (grupa lubuska)                           | 12/18   | 45     | 33-56  | 13 | 6  | 15 | 34                              |                           | 1/8 LZPN                           | IV            | występy pod nazwą KKP Celuloza Kostrzyn nad Odrą |
| 2006/2007 | IV liga (grupa lubuska)                           | 13/16   | 29     | 31-44  | 5  | 14 | 11 | 30                              |                           | III runda OZPN Gorzów Wielkopolski | IV            | występy pod nazwą KKP Celuloza Kostrzyn nad Odrą |
| 2007/2008 | IV liga (grupa lubuska)                           | 14/16   | 19     | 28-71  | 4  | 7  | 19 | 30                              |                           | III runda OZPN Gorzów Wielkopolski | IV            | występy pod nazwą KKP Celuloza Intermarché Kostrzyn nad Odrą; reorganizacja rozgrywek |
| 2008/2009 | IV liga (grupa lubuska)                           | 2/16    | 62     | 81-33  | 19 | 5  | 6  | 30                              |                           | 1/4 LZPN                           | V             | występy pod nazwą KKP Celuloza Intermarché Kostrzyn nad Odrą |
| 2009/2010 | III liga (grupa dolnośląsko-lubuska)              | 11/16   | 34     | 30-41  | 10 | 4  | 16 | 30                              |                           | II runda OZPN Gorzów Wielkopolski  | IV            | występy pod nazwą KKP Celuloza Intermarché Kostrzyn nad Odrą |
| 2010/2011 | III liga (grupa dolnośląsko-lubuska)              | 12/15   | 31     | 37-44  | 9  | 4  | 15 | 28                              |                           | 1/4 LZPN                           | IV            | występy pod nazwą KKP Celuloza Intermarché Kostrzyn nad Odrą |
| 2011/2012 | III liga (grupa dolnośląsko-lubuska)              | 15/15   | 12     | 20-77  | 3  | 3  | 22 | 28                              |                           | II runda OZPN Gorzów Wielkopolski  | IV            | występy pod nazwą KKP Celuloza Kostrzyn nad Odrą; zespół wycofał się z rozgrywek |
| 2012/2013 | Klasa B (grupa słubicka)                          | 2/10    | 41     | 63-13  | 12 | 5  | 1  | 18                              |                           |                                    | VIII          | występy pod nazwą TS Celuloza Kostrzyn nad Odrą |
| 2013/2014 | Klasa B (grupa słubicka)                          | 1/9     | 45     | 102-10 | 15 | 0  | 1  | 16                              |                           |                                    | VIII          | występy pod nazwą TS Celuloza Kostrzyn nad Odrą |
| 2014/2015 | Klasa A grupa II (grupa słubicka)                 | 1/13    | 60     | 105-29 | 19 | 3  | 2  | 24                              |                           | I runda OZPN Gorzów Wielkopolski   | VII           | występy pod nazwą TS Celuloza Kostrzyn nad Odrą |
| 2015/2016 | Klasa Okręgowa (Gorzów Wielkopolski)              | 10/16   | 42     | 52-51  | 12 | 6  | 12 | 30                              |                           | I runda OZPN Gorzów Wielkopolski   | VI            | występy pod nazwą TS Celuloza Kostrzyn nad Odrą |
| 2016/2017 | Colloseum Klasa Okręgowa (Gorzów Wielkopolski)    | 14/16   | 21     | 50-96  | 6  | 3  | 21 | 30                              |                           | II runda OZPN Gorzów Wielkopolski  | VI            | występy pod nazwą TS Celuloza Kostrzyn nad Odrą |
| 2017/2018 | Colloseum Klasa A grupa II (grupa słubicka)       | 3/14    | 51     | 91-43  | 16 | 3  | 7  | 26                              |                           |                                    | VII           | występy pod nazwą TS Celuloza Kostrzyn nad Odrą |
| 2018/2019 | Klasa A grupa II (grupa słubicka)                 | 4/14    | 49     | 89-43  | 15 | 4  | 7  | 26                              |                           | I runda OZPN Gorzów Wielkopolski   | VII           | występy pod nazwą TS Celuloza Kostrzyn nad Odrą |
| 2019/2020 | Klasa A grupa II (grupa słubicka)                 | 1/14    | 36     | 62-12  | 12 | 0  | 1  | 13                              |                           | III runda OZPN Gorzów Wielkopolski | VII           | występy pod nazwą TS Celuloza Kostrzyn nad Odrą, rundy wiosennej nie rozegrano ze względu na zagrożenie epidemiologiczne |
| 2020/2021 | Jako Klasa Okręgowa (Gorzów Wielkopolski)         | 2/17    | 79     | 106-49 | 26 | 1  | 5  | 32                              |                           | II runda LZPN Północ               | VI            | występy pod nazwą TS Celuloza Kostrzyn nad Odrą |
| 2021/2022 | Jako IV liga (grupa lubuska)                      | 15/18   | 37     | 36-60  | 10 | 7  | 17 | 34                              |                           | IV runda LZPN Północ               | V             | występy pod nazwą TS Celuloza Kostrzyn nad Odrą |
| 2022/2023 | Jako IV liga (grupa lubuska)                      | 17/18   | 21     | 40-89  | 5  | 6  | 23 | 34                              |                           | 1/8 LZPN                           | V             | występy pod nazwą TS Celuloza Kostrzyn nad Odrą |
| 2023/2024 | Jako Klasa Okręgowa (Gorzów Wielkopolski)         | 4/16    | 60     | 93-41  | 19 | 3  | 8  | 30                              |                           | IV runda LZPN Północ               | VI            | występy pod nazwą TS Celuloza Kostrzyn nad Odrą |
| 2024/2025 | Keeza Klasa Okręgowa (Gorzów Wielkopolski)        | 3/16    | 60     | 89-38  | 18 | 6  | 6  | 30                              |                           | II Runda LZPN Północ               | VI            | występy pod nazwą TS Celuloza Kostrzyn nad Odrą |

- Puchar Polski OZPN Gorzów Wielkopolski (4x) - 1977/78, 1985/86, 1991/92, 1993/94
- Puchar Ligi OZPN Gorzów Wielkopolski (3x) - 1984, 1987, 1996
  - Awans
  - Spadek
- Opracował Mariusz Gazda Kostrzyn nad Odrą

## Sezon po sezonie Celulozy II Kostrzyn nad Odrą
| Poziom rozgrywek | Liczba sezonów | Sezony |
| ---------------- | -------------- | --- |
| I                | 0              | |
| II               | 0              | |
| III              | 0              | |
| IV               | 2              | 1983/1984, 1984/1985 |
| V                | 17             | 1965/1966, 1974/1975, 1975/1976, 1977/1978, 1978/1979, 1979/1980, 1980/1981, 1981/1982, 1982/1983, 1985/1986, 1986/1987, 1987/1988, 1988/1989, 1989/1990, 1990/1991, 1991/1992, 1993/1994 |
| VI               | 8              | 1960, 1962/1963, 1963/1964, 1964/1965, 1970/1971, 1971/1972, 1992/1993, 1995/1996 |
| VII              | 3              | 1968/1969, 1969/1970, 2024/2025 |
| VIII             | 2              | 2022/2023, 2023/2024 |

| Sezon     | Liga                                          | Miejsce    | Punkty     | Bramki     | Z    | R    | P    | lość spotkań ligowych + baraże | Puchar Polski (Regionalny)         | Poziom ligowy     | Uwagi |
| --------- | --------------------------------------------- | ---------- | ---------- | ---------- | ---- | ---- | ---- | ------------------------------ | ---------------------------------- | ----------------- | --- |
| 1960      | Klasa C (Gorzów Wielkopolski)                 | 6/6        | 2          | 7-69       | 1    | 0    | 9    | 10                             |                                    | VI                | występy pod nazwą KKS Celuloza II Kostrzyn nad Odrą |
| 1960/1961 | ----------                                    | ---------- | ---------- | ---------- | ---- | ---- | ---- | -----------------              | -----------------                  | ----------------- | występy pod nazwą KKS Celuloza II Kostrzyn nad Odrą |
| 1961/1962 | ----------                                    | ---------- | ---------- | ---------- | ---- | ---- | ---- | -----------------              | -----------------                  | ----------------- | występy pod nazwą KKS Celuloza II Kostrzyn nad Odrą |
| 1962/1963 | Klasa C (Gorzów Wielkopolski)                 | 2/4        | 9          | 20-9       | 16   | 0    | 2    | 6                              |                                    | VI                | występy pod nazwą KKS Celuloza II Kostrzyn nad Odrą |
| 1963/1964 | Klasa C (Gorzów Wielkopolski)                 | 2/6        | 16         | 54-6       | 8    | 0    | 2    | 10 + 2                         | II runda OZPN Zielona Góra         | VI                | występy pod nazwą KKS Celuloza II Kostrzyn nad Odrą,baraże o awans do B Klasy: KKS Celuloza II 2-2 Lubuszanin II Drezdenko, Lubuszanin II 1-0 KKS Celuloza      |
| 1964/1965 | Klasa C (Gorzów Wielkopolski)                 | 1/6        | 16         | 35-8       | 8    | 0    | 2    | 10 + 1                         |                                    | VI                | występy pod nazwą KKS Celuloza II Kostrzyn nad Odrą,baraże o awans do B Klasy: KKS Celuloza 2-1 Pogoń II Skwierzyna                                             |
| 1965/1966 | Klasa B (Gorzów Wielkopolski)                 | 4/10       | 19         | 45-40      |      |      |      | 18                             | II runda OZPN Zielona Góra         | V                 | występy pod nazwą ZKS Celuloza II Kostrzyn nad Odrą |
| 1966/1967 | ----------                                    | ---------- | ---------- | ---------- | ---- | ---- | ---- | -----------------              | -----------------                  | ----------------- | występy pod nazwą ZKS Celuloza II Kostrzyn nad Odrą |
| 1967/1968 | ----------                                    | ---------- | ---------- | ---------- | ---- | ---- | ---- | -----------------              | -----------------                  | ----------------- | występy pod nazwą ZKS Celuloza II Kostrzyn nad Odrą |
| 1968/1969 | Klasa C (Gorzów Wielkopolski)                 | 1/6        |            |            |      |      |      | 10                             |                                    | VII               | występy pod nazwą ZKS Celuloza II Kostrzyn nad Odrą, baraże o awans do B Klasy:                                                                                 |
| 1969/1970 | Klasa C (Gorzów Wielkopolski)                 | 1/6        |            |            |      |      |      | 10                             |                                    | VII               | występy pod nazwą ZKS Celuloza II Kostrzyn nad Odrą, baraże o awans do B Klasy:                                                                                 |
| 1970/1971 | Klasa B (Gorzów Wielkopolski)                 | 8/12       | 21         | 43-44      |      |      |      | 22                             |                                    | VI                | występy pod nazwą ZKS Celuloza II Kostrzyn nad Odrą |
| 1971/1972 | Klasa B (Gorzów Wielkopolski)                 | 9/13       | 22         | 73-71      |      |      |      | 24                             |                                    | VI                | występy pod nazwą ZKS Celuloza II Kostrzyn nad Odrą |
| 1972/1973 | ----------                                    | ---------- | ---------- | ---------- | ---- | ---- | ---- | -----------------              | -----------------                  | ----------------- | występy pod nazwą ZKS Celuloza II Kostrzyn nad Odrą |
| 1973/1974 | ----------                                    | ---------- | ---------- | ---------- | ---- | ---- | ---- | -----------------              | -----------------                  | ----------------- | występy pod nazwą ZKS Celuloza II Kostrzyn nad Odrą |
| 1974/1975 | Klasa A (Gorzów Wielkopolski)                 | 7/12       | 21         | 57-50      |      |      |      | 22                             |                                    | V                 | występy pod nazwą ZKS Celuloza II Kostrzyn nad Odrą; reorganizacja rozgrywek                                                                                    |
| 1975/1976 | Klasa B (Gorzów Wielkopolski)                 | 8/14       | 23         | 58-62      |      |      |      | 26                             |                                    | V                 | występy pod nazwą ZKS Celuloza II Kostrzyn nad Odrą |
| 1976/1977 | ----------                                    | ---------- | ---------- | ---------- | ---- | ---- | ---- | -----------------              | -----------------                  | ----------------- | występy pod nazwą ZKS Celuloza II Kostrzyn nad Odrą |
| 1977/1978 | Klasa B grupa II (Gorzów Wielkopolski)        | 2/12       | 31         | 53-29      | 13   | 4    | 5    | 22                             |                                    | V                 | występy pod nazwą ZKS Celuloza II Kostrzyn nad Odrą |
| 1978/1979 | Klasa B grupa II (Gorzów Wielkopolski)        | 5/14       | 31         | 71-52      | 14   | 3    | 9    | 26                             | 1/8 OZPN Gorzów Wielkopolska       | V                 | występy pod nazwą ZKS Celuloza II Kostrzyn nad Odrą |
| 1979/1980 | Klasa A grupa II (Gorzów Wielkopolski)        | 7/14       | 26         | 67-62      | 11   | 2    | 13   | 26                             | II runda OZPN Gorzów Wielkopolska  | V                 | występy pod nazwą ZKS Celuloza II Kostrzyn nad Odrą |
| 1980/1981 | Klasa A grupa II (Gorzów Wielkopolski)        | 2/14       | 41         | 100-44     | 20   | 1    | 5    | 26                             | II runda OZPN Gorzów Wielkopolska  | V                 | występy pod nazwą ZKS Celuloza II Kostrzyn nad Odrą |
| 1981/1982 | Klasa A grupa Północna (Gorzów Wielkopolski)  | 2/14       | 35         | 84-36      | 16   | 2    | 8    | 26                             | 1/2 OZPN Gorzów Wielkopolska       | V                 | występy pod nazwą ZKS Celuloza II Kostrzyn nad Odrą |
| 1982/1983 | Klasa A grupa Północna (Gorzów Wielkopolski)  | 1/15       | 45         | 96-23      | 20   | 4    | 4    | 28                             | 1/16 OZPN Gorzów Wielkopolska      | V                 | występy pod nazwą ZKS Celuloza II Kostrzyn nad Odrą |
| 1983/1984 | Klasa Okręgowa (Gorzów Wielkopolski)          | 7/16       | 34         | 47-30      | 13   | 8    | 9    | 30                             | 1/16 OZPN Gorzów Wielkopolska      | IV                | występy pod nazwą ZKS Celuloza II Kostrzyn nad Odrą |
| 1984/1985 | Klasa Okręgowa (Gorzów Wielkopolski)          | 14/16      | 21         | 25-42      | 7    | 7    | 16   | 30                             | II runda OZPN Gorzów Wielkopolska  | IV                | występy pod nazwą ZKS Celuloza II Kostrzyn nad Odrą; reorganizacja rozgrywek                                                                                    |
| 1985/1986 | Klasa Okręgowa (Gorzów Wielkopolski)          | 5/14       | 28         | 39-31      |      |      |      | 26                             | III runda OZPN Gorzów Wielkopolska | V                 | występy pod nazwą ZKS Celuloza II Kostrzyn nad Odrą |
| 1986/1987 | Klasa Okręgowa (Gorzów Wielkopolski)          | 11/14      | 24         | 34-49      | 12   | 1    | 13   | 26                             |                                    | V                 | występy pod nazwą ZKS Celuloza II Kostrzyn nad Odrą |
| 1987/1988 | Klasa Okręgowa (Gorzów Wielkopolski)          | 14/14      | 7          | 23-83      | 2    | 5    | 19   | 26                             | II runda OZPN Gorzów Wielkopolska  | V                 | występy pod nazwą ZKS Celuloza II Kostrzyn nad Odrą |
| 1988/1989 | Klasa A grupa I (Gorzów Wielkopolski)         | 8/12       | 24         | 52-44      | 12   | 3    | 7    | 22                             | III runda OZPN Gorzów Wielkopolska | V                 | występy pod nazwą ZKS Celuloza II Kostrzyn nad Odrą, baraże o utrzymanie w Klasie A: Huragan Drogomin 2-2 ZKS Celuloza II, ZKS Celuloza II ?-? Huragan Drogomin |
| 1989/1990 | Klasa A grupa Południwa (Gorzów Wielkopolski) | 3/13       | 33         | 66-28      | 15   | 3    | 6    | 24                             | 1/2 OZPN Gorzów Wielkopolski       | V                 | występy pod nazwą ZKS Celuloza II Kostrzyn nad Odrą |
| 1990/1991 | Klasa A grupa Południwa (Gorzów Wielkopolski) | 9/14       | 26         | 47-47      | 12   | 3    | 11   | 26                             | II runda OZPN Gorzów Wielkopolska  | V                 | występy pod nazwą ZKS Celuloza II Kostrzyn nad Odrą |
| 1991/1992 | Klasa A grupa Południwa (Gorzów Wielkopolski) | 7/14       | 29         | 55-42      | 13   | 3    | 10   | 26                             | 1/64 OZPN Gorzów Wielkopolski      | V                 | występy pod nazwą ZKS Celuloza II Kostrzyn nad Odrą; reorganizacja rozgrywek                                                                                    |
| 1992/1993 | Klasa A grupa Południwa (Gorzów Wielkopolski) | 2/14       | 40         | 84-31      | 18   | 4    | 4    | 26                             | 1/64 OZPN Gorzów Wielkopolski      | VI                | występy pod nazwą ZKS Celuloza II Kostrzyn nad Odrą |
| 1993/1994 | Klasa Okręgowa (Gorzów Wielkopolski)          | 11/16      | 24         | 52-68      | 9    | 4    | 16   | 30                             | 1/64 OZPN Gorzów Wielkopolski      | V                 | występy pod nazwą ZKS Celuloza II Kostrzyn nad Odrą (jesień), MKS (wiosna); zespół wycofał się z rozgrywek po zakończeniu sezonu                                |
| 1994/1995 | ----------                                    | ---------- | ---------- | ---------- | ---- | ---- | ---- | -----------------              | 1/16 OZPN Gorzów Wielkopolski      | ----------------- | występy pod nazwą MKS Celuloza II Kostrzyn nad Odrą |
| 1995/1996 | Klasa A grupa II (Gorzów Wielkopolski)        | 10/15      | 33         | 55-70      | 9    | 6    | 13   | 28                             |                                    | VI                | występy pod nazwą MKS Celuloza II Kostrzyn nad Odrą; zespół wycofał się z rozgrywek po zakończeniu sezonu                                                       |
| 1996/1997 | ----------                                    | ---------- | ---------- | ---------- | ---- | ---- | ---- | -----------------              | -----------------                  | ----------------- | występy pod nazwą MKS Celuloza II Kostrzyn nad Odrą |
| 1997/1998 | ----------                                    | ---------- | ---------- | ---------- | ---- | ---- | ---- | -----------------              | -----------------                  | ----------------- | występy pod nazwą MKS Celuloza II Kostrzyn nad Odrą |
| 1998/1999 | ----------                                    | ---------- | ---------- | ---------- | ---- | ---- | ---- | -----------------              | -----------------                  | ----------------- | występy pod nazwą MKS Celuloza II Kostrzyn nad Odrą |
| 1999/2000 | ----------                                    | ---------- | ---------- | ---------- | ---- | ---- | ---- | -----------------              | -----------------                  | ----------------- | występy pod nazwą KKP Celuloza II Kostrzyn nad Odrą |
| 2000/2001 | ----------                                    | ---------- | ---------- | ---------- | ---- | ---- | ---- | -----------------              | -----------------                  | ----------------- | występy pod nazwą KKP Celuloza II Kostrzyn nad Odrą |
| 2001/2002 | ----------                                    | ---------- | ---------- | ---------- | ---- | ---- | ---- | -----------------              | -----------------                  | ----------------- | występy pod nazwą KKP Celuloza II Kostrzyn nad Odrą |
| 2002/2003 | ----------                                    | ---------- | ---------- | ---------- | ---- | ---- | ---- | -----------------              | -----------------                  | ----------------- | występy pod nazwą KKP Celuloza II Kostrzyn nad Odrą |
| 2003/2004 | ----------                                    | ---------- | ---------- | ---------- | ---- | ---- | ---- | -----------------              | -----------------                  | ----------------- | występy pod nazwą KKP Celuloza II Kostrzyn nad Odrą |
| 2004/2005 | ----------                                    | ---------- | ---------- | ---------- | ---- | ---- | ---- | -----------------              | -----------------                  | ----------------- | występy pod nazwą KKP Celuloza II Kostrzyn nad Odrą |
| 2005/2006 | ----------                                    | ---------- | ---------- | ---------- | ---- | ---- | ---- | -----------------              | -----------------                  | ----------------- | występy pod nazwą KKP Celuloza II Kostrzyn nad Odrą |
| 2006/2007 | ----------                                    | ---------- | ---------- | ---------- | ---- | ---- | ---- | -----------------              | -----------------                  | ----------------- | występy pod nazwą KKP Celuloza II Kostrzyn nad Odrą |
| 2007/2008 | ----------                                    | ---------- | ---------- | ---------- | ---- | ---- | ---- | -----------------              | -----------------                  | ----------------- | występy pod nazwą KKP Celuloza Intermarché II Kostrzyn nad Odrą                                                                                                 |
| 2008/2009 | ----------                                    | ---------- | ---------- | ---------- | ---- | ---- | ---- | -----------------              | -----------------                  | ----------------- | występy pod nazwą KKP Celuloza Intermarché II Kostrzyn nad Odrą                                                                                                 |
| 2009/2010 | ----------                                    | ---------- | ---------- | ---------- | ---- | ---- | ---- | -----------------              | -----------------                  | ----------------- | występy pod nazwą KKP Celuloza Intermarché II Kostrzyn nad Odrą                                                                                                 |
| 2010/2011 | ----------                                    | ---------- | ---------- | ---------- | ---- | ---- | ---- | -----------------              | -----------------                  | ----------------- | występy pod nazwą KKP Celuloza Intermarché II Kostrzyn nad Odrą                                                                                                 |
| 2011/2012 | ----------                                    | ---------- | ---------- | ---------- | ---- | ---- | ---- | -----------------              | -----------------                  | ----------------- | występy pod nazwą KKP Celuloza II Kostrzyn nad Odrą |
| 2012/2013 | ----------                                    | ---------- | ---------- | ---------- | ---- | ---- | ---- | -----------------              | -----------------                  | ----------------- | występy pod nazwą TS Celuloza II Kostrzyn nad Odrą |
| 2013/2014 | ----------                                    | ---------- | ---------- | ---------- | ---- | ---- | ---- | -----------------              | -----------------                  | ----------------- | występy pod nazwą TS Celuloza II Kostrzyn nad Odrą |
| 2014/2015 | ----------                                    | ---------- | ---------- | ---------- | ---- | ---- | ---- | -----------------              | -----------------                  | ----------------- | występy pod nazwą TS Celuloza II Kostrzyn nad Odrą |
| 2015/2016 | ----------                                    | ---------- | ---------- | ---------- | ---- | ---- | ---- | -----------------              | -----------------                  | ----------------- | występy pod nazwą TS Celuloza II Kostrzyn nad Odrą |
| 2016/2017 | ----------                                    | ---------- | ---------- | ---------- | ---- | ---- | ---- | -----------------              | -----------------                  | ----------------- | występy pod nazwą TS Celuloza II Kostrzyn nad Odrą |
| 2017/2018 | ----------                                    | ---------- | ---------- | ---------- | ---- | ---- | ---- | -----------------              | -----------------                  | ----------------- | występy pod nazwą TS Celuloza II Kostrzyn nad Odrą |
| 2018/2019 | ----------                                    | ---------- | ---------- | ---------- | ---- | ---- | ---- | -----------------              | -----------------                  | ----------------- | występy pod nazwą TS Celuloza II Kostrzyn nad Odrą |
| 2019/2020 | ----------                                    | ---------- | ---------- | ---------- | ---- | ---- | ---- | -----------------              | -----------------                  | ----------------- | występy pod nazwą TS Celuloza II Kostrzyn nad Odrą |
| 2020/2021 | ----------                                    | ---------- | ---------- | ---------- | ---- | ---- | ---- | -----------------              | -----------------                  | ----------------- | występy pod nazwą TS Celuloza II Kostrzyn nad Odrą |
| 2021/2022 | ----------                                    | ---------- | ---------- | ---------- | ---- | ---- | ---- | -----------------              | -----------------                  | ----------------- | występy pod nazwą TS Celuloza II Kostrzyn nad Odrą |
| 2022/2023 | Keeza Klasa B grupa II (Gorzów Wielkopolski)  | 2/10       | 42         | 84-23      | 13   | 3    | 2    | 18                             | -----------------                  | VIII              | występy pod nazwą TS Celuloza II Kostrzyn nad Odrą |
| 2023/2024 | Keeza Klasa B grupa II (Gorzów Wielkopolski)  | 1/10       | 47         | 80-18      | 15   | 2    | 1    | 18                             | -----------------                  | VIII              | występy pod nazwą TS Celuloza II Kostrzyn nad Odrą |
| 2024/2025 | Keeza Klasa A grupa II (Gorzów Wielkopolski)  | 7/14       | 43         | 73-46      | 13   | 4    | 9    | 26                             | Runda wstępna LZPN Północ          | VII               | występy pod nazwą TS Celuloza II Kostrzyn nad Odrą |

- Opracował Mariusz Gazda Kostrzyn nad Odrą

## Sukcesy Celulozy II Kostrzyn nad Odrą
- 7. miejsce w IV lidze (Klasa Okręgowa grupa Gorzów Wielkopolski, IV poziom rozgrywkowy) - 1983/1984
- 14. miejsce w IV lidze (Klasa Okręgowa grupa Gorzów Wielkopolski, IV poziom rozgrywkowy) - 1984/1985

## Rywale Celulozy Kostrzyn nad Odrą
| lp  | Rywal                               | lość spotkań ligowych + baraże | Zwycięstwa | Remisy | Porażki | Bramki | Sezony |
| --- | ----------------------------------- | ------------------------------ | ---------- | ------ | ------- | ------ | --- |
| 1   | Admira Gorzów Wielkopolski          | 10                             | 4          | 1      | 4       |        | 1960, 1960/1961, 1961/1962, 1962/1963, 1965/1966 |
| 2   | Admira II Gorzów Wielkopolski       | 4                              | 3          | 0      | 1       | 18-10  | 1958, 1959 |
| 3   | Admira Teletra Poznań               | 2                              | 2          | 0      | 0       | 3-0    | 1979/1980 |
| 4   | Amica Wronki                        | 2                              | 0          | 0      | 2       | 0-7    | 1993/1994 |
| 5   | Amica II Wronki                     | 2                              | 1          | 0      | 1       | 3-3    | 1996/1997 |
| 6   | Arka Gdynia                         | 6                              | 2          | 2      | 2       | 10-8   | 1982/1983, 1983/1984, 1989/1990 |
| 7   | Arkonia Szczecin                    | 18                             | 8          | 7      | 3       |        | 1978/1979, 1979/1980, 1981/1982, 1982/1983, 1984/1985, 1985/1986, 1988/1989, 1990/1991, 1991/1992 |
| 8   | As Pieski                           | 7                              | 5          | 2      | 0       | 26-5   | 2014/2015, 2017/2018, 2018/2019, 2019/2020 |
| 9   | Błękitni Dobiegniew                 | 14                             | 7          | 3      | 2       |        | 1960/1961, 1961/1962, 1962/1963, 1997/1998, 2006/2007, 2007/2008, 2008/2009 |
| 10  | Błękitni Lubno                      | 4                              | 4          | 0      | 0       | 21-1   | 2008/2009, 2020/2021 |
| 11  | Błękitni Stargard                   | 30                             | 9          | 9      | 12      |        | 1979/1980, 1980/1981, 1984/1985, 1985/1986, 1986/1987, 1987/1988, 1988/1989, 1989/1990, 1990/1991, 1991/1992, 1992/1993, 1993/1994, 1994/1995, 1995/1996, 1996/1997 |
| 12  | Błękitni Toporów                    | 8                              | 3          | 2      | 3       | 12-15  | 2005/2006, 2006/2007, 2007/2008, 2008/2009 |
| 13  | Budowlani Gozdnica                  | 4                              | 4          | 0      | 0       | 16-5   | 1962/1963, 1971/1972 |
| 14  | Budowlani Lubsko                    | 22                             | 8          | 5      | 9       |        | 1969/1970, 1970/1971, 1971/1972, 1972/1973, 1974/1975, 1975/1976, 2002/2003, 2003/2004, 2005/2006, 2022/2023 |
| 15  | Budowlani Murzynowo                 | 8                              | 5          | 0      | 3       | 21-19  | 1960/1961, 2020/2021, 2021/2022, 2023/2024, 2024/2025 |
| 16  | Budowlani Zielona Góra              | 4                              | 2          | 0      | 2       | 6-4    | 1974/1975, 1975/1976 |
| 17  | Budowlani II Zielona Góra           | 2                              | 2          | 0      | 0       | 8-1    | 1973/1974 |
| 18  | Bielawianka Bielawa                 | 2                              | 1          | 0      | 1       | 3-3    | 2011/2012 |
| 19  | Carina Gubin                        | 18                             | 5          | 4      | 9       |        | 1965/1966, 1969/1970, 1970/1971, 1971/1972, 1972/1973, 1973/1974, 2000/2001, 2001/2002, 2006/2007 |
| 20  | Carina II Gubin                     | 2                              | 1          | 1      | 0       | 6-4    | 1966/1967 |
| 21  | Chrobry Głogów                      | 14                             | 1          | 3      | 10      |        | 1969/1970, 1970/1971, 1971/1972, 1972/1973, 1974/1975, 2009/2010, 2010/2011 |
| 22  | Chrobry II Głogów                   | 2                              | 1          | 0      | 1       | 2-2    | 1973/1874 |
| 23  | Chrobry Drzeńsko                    | 7                              | 4          | 0      | 3       | 30-15  | 2014/2015, 2017/2018, 2018/2019, 2019/2020 |
| 24  | Chemik Bydgoszcz                    | 4                              | 2          | 1      | 1       | 6-4    | 1980/1981, 1989/1990 |
| 25  | Chemik Police                       | 16                             | 3          | 7      | 6       |        | 1983/1984, 1985/1986, 1986/1987, 1987/1988, 1989/1990, 1990/1991, 1993/1994, 1994/1995 |
| 26  | Czarni Jelenin                      | 2                              | 1          | 1      | 0       | 5-2    | 2003/2004 |
| 27  | Czarni Słupsk                       | 2                              | 2          | 0      | 0       | 5-3    | 1980/1981 |
| 28  | Czarni Browar Witnica               | 38                             | 9          | 14     | 15      |        | 1963/1964, 1964/1965, 1965/1966, 1967/1968, 1968/1969, 1998/1999, 1999/2000, 2000/2001, 2001/2002, 2002/2003, 2003/2004, 2004/2005, 2005/2006, 2006/2007, 2007/2008, 2008/2009, 2010/2011, 2021/2022, 2023/2024 |
| 29  | Czarni Browar II Witnica            | 2                              | 1          | 1      | 0       | 3-0    | 2012/2013 |
| 30  | Czarni Żagań                        | 28                             | 10         | 6      | 12      |        | 1969/1970, 1970/1971, 1973/1974, 1974/1975, 1975/1976, 1984/1985, 2002/2003, 2003/2004, 2004/2005, 2005/2006, 2006/2007, 2007/2008, 2021/2022, 2022/2023 |
| 31  | Darłovia Darłowo                    | 6                              | 5          | 0      | 1       | 15-6   | 1990/1991, 1991/1992, 1992/1993 |
| 32  | Darzbór Szczecinek                  | 2                              | 2          | 0      | 0       | 10-1   | 1993/1994 |
| 33  | Dąb Dębno Lubuskie                  | 8                              | 2          | 6      | 0       | 9-5    | 1977/1978, 1979/1980, 1992/1993, 1993/1994 |
| 34  | Dąb II Dębno Lubuskie               | 2                              | 1          | 1      | 0       | 3-2    | 1976/1977 |
| 35  | Dąb Górki Noteckie                  | 2                              | 0          | 1      | 1       | 2-5    | 1958 |
| 36  | Delta Stare Polichno                | 2                              | 2          | 0      | 0       | 10-0   | 1959 |
| 37  | Dąb Sława Przybyszów                | 4                              | 1          | 0      | 3       | 4-11   | 2021/2022, 2022/2023 |
| 38  | Dozamet Nowa Sól                    | 34                             | 10         | 9      | 15      |        | 1969/1970, 1970/1971, 1971/1972, 1972/1973, 1974/1975, 1975/1976, 1980/1981, 1981/1982, 1984/1985, 1989/1990, 2000/2001, 2001/2002, 2002/2003, 2003/2004, 2009/2010, 2010/2011, 2011/2012 |
| 39  | Dyskobolia Grodzisk Wielkopolski    | 2                              | 0          | 1      | 1       | 1-4    | 1995/1996 |
| 40  | Dyskobolia II Grodzisk Wielkopolski | 2                              | 0          | 1      | 1       | 2-3    | 1998/1999 |
| 41  | Elana Toruń                         | 2                              | 0          | 0      | 2       | 1-6    | 1989/1990 |
| 42  | Energetyk Gryfino                   | 18                             | 8          | 6      | 4       |        | 1984/1985, 1985/1986, 1986/1987, 1987/1988, 1990/1991, 1991/1992, 1992/1993, 1993/1994, 1994/1995 |
| 43  | Fadom Nowogród Bobrzański           | 14                             | 4          | 4      | 6       |        | 1984/1985, 1986/1987, 2000/2001, 2003/2004, 2004/2005, 2005/2006, 2007/2008 |
| 44  | FC Kursko                           | 5                              | 4          | 1      | 0       | 27-7   | 2018/2019, 2019/2020, 2023/2024 |
| 45  | Flota Świnoujście                   | 28                             | 6          | 10     | 12      |        | 1978/1979, 1979/1980, 1981/1982, 1985/1986, 1987/1988, 1988/1989, 1989/1990, 1990/1991, 1991/1992, 1992/1993, 1993/1994, 1994/1995, 1995/1996, 1996/1997 |
| 46  | Fortuna Wieleń                      | 2                              | 2          | 0      | 0       | 4-1    | 1997/1998 |
| 47  | Favor Bobowicko                     | 2                              | 2          | 0      | 0       | 19-0   | 2014/2015 |
| 48  | Gedania Gdańsk                      | 2                              | 1          | 0      | 1       | 1-2    | 1980/1981 |
| 49  | Gryf Słupsk                         | 6                              | 2          | 3      | 1       | 4-3    | 1980/1981, 1982/1983, 1989/1990 |
| 50  | Grunwald Poznań                     | 4                              | 1          | 3      | 0       | 5-2    | 1978/1979, 1984/1985 |
| 51  | Górnik Konin                        | 2                              | 2          | 0      | 0       | 6-2    | 1981/1982 |
| 52  | Górnik Wałbrzych                    | 4                              | 1          | 0      | 3       | 4-8    | 1982/1983, 2009/2010 |
| 53  | Goplania Inowrocław                 | 2                              | 1          | 0      | 1       | 4-2    | 1989/1990 |
| 54  | GKS Bledzew                         | 12                             | 7          | 2      | 3       |        | 1962/1963, 1968/1969, 1976/1977, 1977/1978, 2015/2016, 2016/2017 |
| 55  | GKS Tychy                           | 2                              | 0          | 1      | 1       | 0-3    | 1982/1983 |
| 56  | GKP Pszczew                         | 8                              | 4          | 1      | 3       | 14-11  | 2015/2016, 2017/2018, 2018/2019, 2020/2021 |
| 57  | Gwardia Koszalin                    | 16                             | 4          | 3      | 9       | 21-29  | 1981/1982, 1987/1988, 1990/1991, 1991/1992, 1992/1993, 1994/1995, 1995/1996, 1996/1997 |
| 58  | Gwardia Warszawa                    | 2                              | 0          | 0      | 2       | 0-5    | 1983/1984 |
| 59  | Huragan Pobiedziska                 | 6                              | 0          | 1      | 5       | 3-16   | 1997/1998, 1998/1999, 1999/2000 |
| 60  | Hutnik Szczecin                     | 4                              | 2          | 0      | 2       | 7-5    | 1992/1993, 1996/1997 |
| 61  | Ina Goleniów                        | 10                             | 3          | 5      | 2       | 11-6   | 1990/1991, 1991/1992, 1993/1994, 1994/1995, 1995/1996 |
| 62  | Ilanka Rzepin                       | 22                             | 8          | 3      | 11      |        | 1977/1978, 2000/2001, 2002/2003, 2005/2006, 2006/2007, 2007/2008, 2009/2010, 2010/2011, 2011/2012, 2021/2022, 2022/2023 |
| 63  | Iskra Janczewo                      | 2                              | 2          | 0      | 0       | 7-2    | 2015/2016 |
| 64  | Jedwab Gorzów Wielkopolski          | 2                              | 2          | 0      | 0       | 12-5   | 1961/1962 |
| 65  | Juwenia Boczów                      | 7                              | 5          | 0      | 2       | 32-11  | 2014/2015, 2017/2018, 2018/2019, 2019/2020 |
| 66  | Juwenia II Boczów                   | 2                              | 2          | 0      | 0       | 17-1   | 2013/2014 |
| 67  | Kasztelania Santok                  | 6                              | 5          | 0      | 1       | 16-13  | 1976/1977, 2016/2017, 2020/2021 |
| 68  | Kolon II Babimost                   | 2                              | 1          | 0      | 1       | 4-1    | 1963/1964 |
| 69  | Kłos Pełczyce                       | 2                              | 2          | 0      | 0       | 6-1    | 1976/1977 |
| 70  | Kłos Budzyń                         | 2                              | 2          | 0      | 0       | 9-1    | 1997/1998 |
| 71  | Korona Kożuchów                     | 16                             | 12         | 2      | 2       | 35-10  | 1975/1976, 2000/2001, 2001/2002, 2002/2003, 2003/2004, 2008/2009, 2021/2022, 2022/2023 |
| 72  | Kotwica Kołobrzeg                   | 6                              | 0          | 3      | 3       | 4-9    | 1994/1995, 1995/1996, 1996/1997 |
| 73  | Kotwica Kórnik                      | 2                              | 0          | 1      | 1       | 0-2    | 1992/1993 |
| 74  | Kosmos 78 Rudnica                   | 4                              | 3          | 0      | 1       | 16-3   | 2014/2015, 2023/2024 |
| 75  | KS Nowiny Wielkie                   | 2                              | 2          | 0      | 0       | 11-1   | 1958 |
| 76  | KS Glisno                           | 6                              | 6          | 0      | 0       | 21-5   | 2012/2013, 2013/2014, 2014/2015 |
| 77  | Lech Czaplinek                      | 2                              | 1          | 1      | 0       | 2-1    | 1991/1992 |
| 78  | Lech Sulechów                       | 8                              | 5          | 1      | 2       | 16-6   | 1963/1964, 1973/874, 1975/1976, 2000/2001 |
| 79  | Lech II Sulechów                    | 2                              | 1          | 0      | 1       | 6-4    | 1964/1965 |
| 80  | Lech II Poznań                      | 16                             | 7          | 7      | 2       | 25-12  | 1978/1979, 1984/1985, 1992/1993, 1993/1994, 1995/1996, 1996/1997, 1998/1999, 1999/2000 |
| 81  | Len Nowa Sól                        | 2                              | 2          | 0      | 0       | 4-0    | 1962/1963 |
| 82  | Lechia Dzierżoniów                  | 4                              | 1          | 1      | 2       | 3-8    | 2010/2011, 2011/2012 |
| 83  | Lechia Gdańsk                       | 2                              | 1          | 0      | 1       | 1-2    | 1983/1984 |
| 84  | Lechia Zielona Góra                 | 26                             | 8          | 8      | 10      |        | 1970/1971, 1974/1975, 1975/1976, 1978/1979, 1980/1981, 1981/1982, 1984/1985, 1985/1986, 1986/1987, 1987/1988, 1988/1989, 1989/1990, 2011/2012 |
| 85  | Lechia II Zielona Góra              | 12                             | 2          | 5      | 5       | 13-25  | 1973/1974, 2001/2002, 2006/2007, 2007/2008, 2021/2022, 2022/2023 |
| 86  | Luboński FC                         | 12                             | 4          | 2      | 6       | 14-21  | 1993/1994, 1994/1995, 1995/1996, 1996/1997, 1998/1999, 1999/2000 |
| 87  | Lubniewiczanka Lubniewice           | 9                              | 6          | 1      | 2       | 33-10  | 2000/2001, 2014/2015, 2017/2018, 2018/2019, 2019/2020, 2024/2025 |
| 88  | Lubuszanin Drezdenko                | 60                             | 22         | 17     | 20      |        | 1960, 1960/1961, 1961/1962, 1962/1963, 1964/1965, 1965/1966, 1966/1967, 1967/1968, 1976/1977, 1977/1978, 1984/1985, 1985/1986, 1986/1987, 1987/1988, 1988/1989, 1992/1993, 1993/1994, 1994/1995, 1995/1996, 1996/1997, 1998/1999, 2002/2003, 2003/2004, 2004/2005, 2005/2006, 2006/2007, 2007/2008, 2008/2009, 2020/2021, 2022/2023          |
| 89  | Lubuszanin II Drezdenko             | 2                              | 2          | 0      | 0       | 10-0   | 2023/2024 |
| 90  | Lubuszanin Trzcianka                | 4                              | 3          | 1      | 0       | 15-5   | 1987/1988, 1992/1993 |
| 91  | Lubuszanka Zielona Góra             | 8                              | 1          | 4      | 3       | 8-14   | 1969/1970, 1970/1971, 1971/1972, 1972/1973 |
| 92  | Leśnik Lemierzyce                   | 2                              | 3          | 2      | 2       | 14-11  | 2014/2015, 2017/2018, 2018/2019, 2019/2020 |
| 93  | LZS Bobrówko                        | 16                             | 8          | 3      | 5       | 46-25  | 1959, 1960, 1960/1961, 1961/1962, 1962/1963, 2008/2009, 2015/2016, 2016/2017 |
| 94  | LZS Kamień Mały                     | 2                              | 2          | 0      | 0       | 16-1   | 1958 |
| 95  | LZS Bogdaniec                       | 4                              | 4          | 0      | 0       | 20-3   | 1958, 1959 |
| 96  | LZS Łęgowo                          | 2                              | 2          | 0      | 0       | 17-2   | 1961/1962 |
| 97  | Łucznik Strzelce Krajeńskie         | 60                             | 30         | 16     | 14      |        | 1960, 1960/1961, 1963/1964, 1964/1965, 1965/1966, 1966/1967, 1967/1968, 1968/1969, 1970/1971, 1971/1972, 1973/1974, 1975/1976, 1976/1977, 1977/1978, 1985/1986, 1986/1987, 1988/1989, 1990/1991, 1991/1992, 1999/2000, 2000/2001,2001/2002,2002/2003, 2003/2004, 2004/2005, 2005/2006, 2006/2007, 2007/2008, 2009/2010, 2020/2021, 2024/2025 |
| 98  | Mechanik Bobolice                   | 2                              | 1          | 0      | 1       | 5-3    | 1990/1991 |
| 99  | Meprozet Stare Kurowo               | 14                             | 6          | 3      | 5       | 26-23  | 1960, 2000/2001, 2001/2002, 2002/2003, 2015/2016, 2021/2022, 2022/2023 |
| 100 | Mieszko Gniezno                     | 10                             | 3          | 2      | 5       | 8-11   | 1978/1979, 1979/1980, 1980/1981, 1981/1982, 1988/1989 |
| 101 | Motobi Bystrzyca Kąty Wrocławskie   | 6                              | 2          | 1      | 3       | 3-12   | 2009/2010, 2010/2011, 2011/2012 |
| 102 | MKS Nowe Miasteczko                 | 8                              | 3          | 2      | 3       | 6-9    | 2004/2005, 2005/2006, 2006/2007,2007/2008 |
| 103 | Moto Jelcz Oława                    | 8                              | 2          | 1      | 5       | 8-13   | 1983/1984, 2009/2010, 2010/2011,2011/2012 |
| 104 | Muszelka Ogardy                     | 2                              | 2          | 0      | 0       | 5-1    | 2015/2016 |
| 105 | 1920 Mosina                         | 2                              | 0          | 1      | 1       | 0-1    | 1999/2000 |
| 106 | Nielba Wągrowiec                    | 2                              | 2          | 0      | 0       | 6-2    | 1997/1998 |
| 107 | Noteć Rosko                         | 2                              | 1          | 0      | 1       | 8-3    | 1999/2000 |
| 108 | Obra Kościan                        | 2                              | 2          | 0      | 0       | 5-0    | 1978/1979 |
| 109 | Odra Bytom Odrzański                | 6                              | 1          | 2      | 3       | 7-13   | 2004/2005, 2005/2006, 2022/2023 |
| 110 | Odra Chojna                         | 6                              | 5          | 1      | 0       | 10-0   | 1986/1987, 1990/1991, 1991/1992 |
| 111 | Odra Górzyca                        | 9                              | 5          | 2      | 2       | 13-6   | 2004/2005, 2005/2006, 2008/2009, 2015/2016, 2019/2020 |
| 112 | Odra Krosno Odrzańskie              | 2                              | 0          | 0      | 2       | 1-5    | 1964/1965 |
| 113 | Odra Opole                          | 4                              | 2          | 1      | 1       | 5-3    | 1982/1983, 1983/1984 |
| 114 | Odra Nietków                        | 4                              | 0          | 0      | 4       | 0-14   | 2021/2022, 2022/2023 |
| 115 | Odra Wodzisław Śląski               | 4                              | 0          | 3      | 1       | 3-9    | 1982/1983, 1983/1984 |
| 116 | Orzeł Biały Wałcz                   | 14                             | 5          | 5      | 4       | 17-17  | 1992/1993, 1993/1994, 1994/1995, 1995/1996, 1996/1997, 1997/1998, 1998/1999 |
| 117 | Orzeł Międzyrzecz                   | 46                             | 21         | 9      | 16      |        | 1969/1970, 1970/1971, 1971/1972, 1972/1973, 1973/1974, 1974/1975, 1976/1977, 1977/1978, 1997/1998, 1998/1999, 1999/2000, 2000/2001, 2001/2002, 2002/2003, 2005/2006, 2006/2007, 2007/2008, 2008/2009, 2010/2011, 2011/2012, 2015/2016, 2016/2017, 2020/2021, 2024/2025                                                                       |
| 118 | Orzeł II Międzyrzecz                | 10                             | 4          | 0      | 5       |        | 1960, 1960/1961, 1963/1964, 1967/1968, 1968/1969 |
| 119 | Orzeł Ząbkowice Śląskie             | 6                              | 2          | 0      | 4       | 11-11  | 2009/2010, 2010/2011, 2011/2012 |
| 120 | Orkan Długoszyn                     | 6                              | 5          | 1      | 0       | 30-6   | 2012/2013, 2013/2014,2017/2018 |
| 121 | Olimpia Elbląg                      | 6                              | 2          | 4      | 0       | 2-0    | 1982/1983, 1983/1984, 1989/1990 |
| 122 | Olimpia Poznań                      | 10                             | 2          | 2      | 6       | 10-17  | 1982/1983, 1983/1984, 1997/1998, 1998/1999, 1999/2000 |
| 123 | Olimpia II Poznań                   | 4                              | 3          | 1      | 0       | 8-2    | 1986/1987, 1994/1995 |
| 124 | Osadnik Myślibórz                   | 4                              | 1          | 1      | 2       | 3-2    | 1976/1977, 1977/1978 |
| 125 | Ostrovia Ostrów Wielkopolski        | 2                              | 0          | 1      | 1       | 0-2    | 1989/1990 |
| 126 | Patria Buk                          | 6                              | 1          | 2      | 3       | 3-8    | 1997/1998, 1998/1999, 1999/2000 |
| 127 | Piast Gliwice                       | 4                              | 1          | 2      | 1       | 4-4    | 1982/1983, 1983/1984 |
| 128 | Piast Czerwieńsk                    | 10                             | 6          | 3      | 1       | 25-10  | 1968/1969, 1973/1974, 2000/2001, 2008/2009, 2021/2022 |
| 129 | Piast Karnin                        | 4                              | 3          | 0      | 1       | 8-3    | 2020/2021, 2023/2024, 2024/2025 |
| 130 | Piast Choszczno                     | 2                              | 2          | 0      | 0       | 5-1    | 1977/1978 |
| 131 | Piast Iłowa                         | 16                             | 8          | 1      | 7       | 24-15  | 2000/2001, 2001/2002, 2002/2003, 2003/2004, 2008/2009, 2009/2010, 2021/2022,2022/2023 |
| 132 | Pionier Zwierzyn                    | 2                              | 1          | 0      | 1       | 4-4    | 2016/2017 |
| 133 | Promień Żary                        | 26                             | 4          | 10     | 12      |        | 1969/1970, 1971/1972, 1974/1975, 1975/1976, 2000/2001, 2001/2002, 2006/2007, 2007/2008, 2009/2010, 2010/2011, 2011/2012, 2021/2022, 2022/2023 |
| 134 | Pogoń Oleśnica                      | 2                              | 1          | 1      | 0       | 2-1    | 2009/2010 |
| 135 | Pogoń Krzeszyce                     | 5                              | 5          | 0      | 0       | 20-3   | 2017/2018, 2018/2019, 2019/2020 |
| 136 | Pogoń Połczyn Zdrój                 | 2                              | 1          | 1      | 0       | 7-1    | 1996/1997 |
| 137 | Pogoń Skwierzyna                    | 36                             | 11         | 7      | 18      |        | 1960/1961, 1963/1964, 1964/1965, 1965/1966, 1966/1967, 1967/1968, 1968/1969, 1976/1977, 1977/1978, 2000/2001, 2001/2002, 2002/2003, 2003/2004, 2004/2005, 2008/2009, 2017/2018, 2022/2023 |
| 138 | Pogoń Świebodzin                    | 32                             | 9          | 2      | 21      |        | 1965/1966, 1967/1966, 1969/1970, 1971/1972, 1972/1973, 1974/1975, 1975/1976, 1985/1986, 1988/1989, 2003/2004, 2004/2005, 2009/2010, 2010/2011, 2011/2012, 2021/2022, 2022/2023 |
| 139 | Pogoń II Świebodzin                 | 2                              | 2          | 0      | 0       | 8-1    | 1964/1965 |
| 140 | Pogoń Barlinek                      | 26                             | 9          | 7      | 10      | 26-22  | 1978/1979, 1979/1980, 1981/1982, 1984/1985, 1985/1986, 1986/1987, 1987/1988, 1988/1989, 1989/1990, 1990/1991, 1991/1992, 1992/1993, 1993/1994 |
| 141 | Pogoń II Barlinek                   | 2                              | 2          | 0      | 0       | 6-1    | 1977/1978 |
| 142 | Pogoń II Szczecin                   | 14                             | 4          | 5      | 5       | 19-13  | 1978/1979, 1979/1980, 1990/1991, 1991/1992, 1993/1994, 1994/1995, 1995/1996 |
| 143 | Pogoń Lwówek                        | 6                              | 2          | 0      | 4       | 8-12   | 1997/1998, 1998/1999, 1999/2000 |
| 144 | Polonia Sparta Świdnica             | 6                              | 1          | 0      | 5       | 5-13   | 2009/2010, 2010/2011, 2011/2012 |
| 145 | Polonia Trzebnica                   | 6                              | 1          | 1      | 4       | 8-13   | 2009/2010, 2010/2011, 2011/2012 |
| 146 | Polonia Lipki Wielkie               | 8                              | 5          | 1      | 2       | 25-13  | 1997/1998, 2015/2016, 2016/2017, 2020/2021 |
| 147 | Polonia Piła                        | 10                             | 6          | 2      | 2       | 20-8   | 1978/1979, 1979/1980, 1980/1981, 1981/1982, 1992/1993 |
| 148 | Polonia Słubice                     | 36                             | 15         | 7      | 14      |        | 1962/1963, 1963/1964, 1964/1965, 1965/1966, 1966/1967, 1967/1966, 1968/1969, 1972/1973, 1973/1974, 1976/1977, 1996/1997, 2000/2001, 2001/2002,2002/2003, 2015/2016, 2016/2017, 2021/2022, 2022/2023 |
| 149 | Polonia Nowe Kramsko                | 4                              | 4          | 0      | 0       | 12-3   | 1966/1967, 1967/1968 |
| 150 | Polonia Jastrowie                   | 6                              | 4          | 2      | 0       | 7-1    | 1994/1995, 1995/1996, 1999/2000 |
| 151 | Polonia Bydgoszcz                   | 6                              | 4          | 1      | 1       | 13-5   | 1980/1981, 1981/1982, 1989/1990 |
| 152 | Polonia Leszno                      | 6                              | 5          | 1      | 0       | 10-4   | 1981/1982, 1984/1985, 1987/1988 |
| 153 | Polonia Chodzież                    | 12                             | 9          | 1      | 2       | 26-9   | 1992/1993, 1993/1994, 1994/1995, 1995/1996, 1996/1997, 1998/1999 |
| 154 | Polonia Nowy Tomyśl                 | 6                              | 4          | 1      | 1       | 7-2    | 1993/1994, 1994/1995, 1995/1996 |
| 155 | Polonia Środa Wielkopolska          | 14                             | 3          | 3      | 8       | 14-21  | 1993/1994, 1994/1995, 1995/1996, 1996/1997, 1997/1998, 1998/1999, 1999/2000 |
| 156 | Portowiec Gdańsk                    | 2                              | 1          | 1      | 0       | 3-1    | 1980/1981 |
| 157 | Prochowiczanka Prochowice           | 2                              | 0          | 1      | 1       | 1-4    | 2011/2012 |
| 158 | ROW Rybnik                          | 2                              | 1          | 1      | 0       | 3-2    | 1982/1983 |
| 159 | Radowiak Drezdenko                  | 8                              | 5          | 1      | 2       | 22-12  | 2015/2016, 2016/2017, 2020/2021, 2023/2024, 2024/2025 |
| 160 | Róża Różanki                        | 6                              | 3          | 1      | 2       | 16-11  | 2016/2017, 2020/2021, 2023/2024, 2024/2025 |
| 161 | SHR Wojcieszyce                     | 12                             | 5          | 5      | 2       | 22-13  | 1976/1977, 1977/1978, 1986/1987, 1987/1988, 1988/1989, 1989/1990 |
| 162 | SKP Słubice                         | 9                              | 4          | 1      | 4       | 24-19  | 2014/2015, 2017/2018, 2018/2019, 2019/2020, 2023/2024 |
| 163 | Spójnia Ośno Lubuskie               | 26                             | 11         | 4      | 11      |        | 1960, 1960/1961, 1961/1962, 1962/1963, 2002/2003, 2003/2004, 2004/2005, 2005/2006, 2006/2007, 2007/2008, 2008/2009, 2021/2022, 2022/2023, 2024/2025 |
| 164 | Spójnia II Ośno Lubuskie            | 2                              | 0          | 1      | 1       | 1-2    | 2012/2013 |
| 165 | Smogórzanka Smogóry                 | 8                              | 7          | 1      | 0       | 45-8   | 2012/2013, 2013/2014, 2017/2018, 2018/2019 |
| 166 | Sprotavia Szprotawa                 | 20                             | 5          | 7      | 8       | 20-37  | 1965/1966, 1969/1970, 1970/1971, 1971/1972, 1972/1973, 1974/1975, 1975/1976, 2000/2001, 2001/2002, 2008/2009 |
| 167 | Sparta Szamotuły                    | 8                              | 4          | 1      | 3       | 12-10  | 1978/1979, 1985/1986, 1987/1988, 1988/1989 |
| 168 | Sparta Oborniki                     | 4                              | 2          | 0      | 2       | 5-3    | 1998/1999, 1999/2000 |
| 169 | Sparta Złotów                       | 2                              | 1          | 1      | 0       | 3-2    | 1997/1998 |
| 170 | Spartak Deszczno                    | 8                              | 2          | 2      | 4       | 17-21  | 2015/2016, 2016/2017, 2020/2021, 2023/2024, 2024/2025 |
| 171 | Spartakus Zielona Góra              | 2                              | 0          | 1      | 1       | 1-2    | 1972/1973 |
| 172 | Słowian Deszczno                    | 4                              | 4          | 0      | 0       | 31-6   | 1961/1962, 1962/1963 |
| 173 | Stal Jasień                         | 4                              | 2          | 0      | 2       | 11-11  | 1972/1973, 1973/1974 |
| 174 | Stal Sulęcin                        | 26                             | 12         | 9      | 5       | 52-33  | 1963/1964, 1967/1968, 1968/1969, 1976/1977, 1977/1978, 2000/2001, 2001/2002, 2002/2003, 2003/2004, 2004/2005, 2007/2008, 2008/2009, 2016/2017 |
| 175 | Stal Stocznia Szczecin              | 14                             | 5          | 4      | 5       | 12-14  | 1978/1979, 1982/1983, 1983/1984, 1986/1987, 1988/1989, 1995/1996, 1996/1997 |
| 176 | Stilon Gorzów Wielkopolski          | 28                             | 4          | 7      | 17      | 14-47  | 1963/1964, 1969/1970, 1970/1971, 1971/1972, 1972/1973, 1974/1975, 1976/1977, 1982/1983, 1983/1984, 1985/1986, 2004/2005, 2005/2006, 2021/2022 |
| 177 | Stilon II Gorzów Wielkopolski       | 10                             | 1          | 3      | 6       | 8-36   | 1960, 1966/1967, 1967/1968, 1968/1969, 2023/2024 |
| 178 | Stoczniowiec Gdańsk                 | 2                              | 2          | 0      | 0       | 2-0    | 1989/1990 |
| 179 | Sokół Gorzów Wielkopolski           | 6                              | 1          | 1      | 4       | 6-19   | 1963/1964, 1964/1965, 1965/1966 |
| 180 | Sokół II Gorzów Wielkopolski        | 6                              | 4          | 1      | 1       | 24-6   | 1958, 1959, 1962/1963, 1966/1967 |
| 181 | Sokół Damasławek                    | 2                              | 2          | 0      | 0       | 5-2    | 1997/1998 |
| 182 | Sokół Pniewy                        | 4                              | 2          | 1      | 1       | 6-3    | 1997/1998, 1998/1999 |
| 183 | Syrena Zbąszynek                    | 14                             | 4          | 3      | 7       | 22-23  | 1963/1964, 1964/1965, 1965/1966, 1966/1967, 1968/1969, 2021/2022, 2022/2023 |
| 184 | Świt Skolwin Szczecin               | 4                              | 1          | 0      | 3       | 2-4    | 1978/1979, 1979/1980 |
| 185 | Światowid Łobez                     | 2                              | 2          | 0      | 0       | 6-0    | 1991/1992 |
| 186 | Tęcza Krosno Odrzańskie             | 24                             | 5          | 8      | 11      | 26-35  | 1969/1970, 1972/1973, 1973/1974, 1974/1975, 1975/1976, 2001/2002, 2002/2003, 2004/2005, 2005/2006, 2006/2007, 2007/2008, 2009/2010 |
| 187 | Tęcza II Krosno Odrzańskie          | 6                              | 3          | 2      | 1       | 13-8   | 1965/1966 1966/1967, 1967/1966 |
| 188 | Tęcza Żubrów                        | 4                              | 4          | 0      | 0       | 37-5   | 2012/2013, 2013/2014 |
| 189 | Toroma Torzym                       | 14                             | 3          | 5      | 6       | 28-28  | 2003/2004, 2004/2005, 2005/2006, 2016/2017, 2018/2019, 2020/2021, 2023/2024, 2024/2025 |
| 190 | Twardy Świętoszów                   | 2                              | 2          | 0      | 0       | 5-3    | 2010/2011 |
| 191 | Uran Trzebicz                       | 14                             | 5          | 2      | 7       |        | 1958, 1960, 1960/1961, 2001/2002, 2003/2004, 2004/2005, 2023/2024, 2024/2025 |
| 192 | Unia Swarzędz                       | 10                             | 3          | 2      | 5       | 17-20  | 1992/1993, 1993/1994, 1996/1997, 1998/1999, 1999/2000 |
| 193 | Unia Kunice Żary                    | 14                             | 2          | 3      | 9       | 12-33  | 2000/2001, 2001/2002, 2002/2003, 2003/2004, 2004/2005, 2005/2006, 2006/2007 |
| 194 | Warta Gorzów Wielkopolski           | 18                             | 5          | 8      | 5       | 21-22  | 1969/1970, 1970/1971, 1971/1972, 1972/1973, 1974/1975, 1976/1977, 1977/1978, 2015/2016, 2016/2017 |
| 195 | Warta II Gorzów Wielkopolski        | 14                             | 7          | 3      | 4       | 34-21  | 1963/1964, 1964/1965, 1965/1966, 1966/1967, 1967/1968, 1968/1969, 2020/2021 |
| 196 | Warta Słońsk                        | 16                             | 10         | 0      | 5       |        | 1960, 1960/1961, 1961/1962, 1962/1963, 2015/2016, 2016/2017, 2020/2021, 2023/2024, 2024/2025 |
| 197 | Warta Śrem                          | 10                             | 3          | 1      | 6       | 8-12   | 1993/1994, 1994/1995, 1995/1996, 1997/1998, 1999/2000 |
| 198 | Warta Międzychód                    | 2                              | 2          | 0      | 0       | 17-0   | 1976/1977 |
| 199 | Warta Poznań                        | 20                             | 5          | 10     | 5       | 18-17  | 1979/1980, 1980/1981, 1981/1982, 1984/1985, 1985/1986, 1986/1987, 1987/1988, 1988/1989, 1989/1990, 1996/1997 |
| 200 | Warta Kołczyn                       | 4                              | 4          | 0      | 0       | 21-0   | 2012/2013, 2013/2014 |
| 201 | Walka Czarnów                       | 4                              | 4          | 0      | 0       | 25-0   | 2012/2013, 2013/2014 |
| 202 | Wda Świecie                         | 2                              | 2          | 0      | 0       | 4-1    | 1989/1990 |
| 203 | Wełna Rogoźno                       | 4                              | 1          | 2      | 1       | 5-4    | 1979/1980, 1998/1999 |
| 204 | Wisła Tczew                         | 6                              | 2          | 3      | 1       | 6-5    | 1980/1981, 1981/1982, 1989/1990 |
| 205 | Włókniarz Żary                      | 2                              | 0          | 2      | 0       | 3-3    | 1970/1971 |
| 206 | Zagłębie Lubin                      | 4                              | 1          | 1      | 2       | 3-6    | 1982/1983, 1983/1984 |
| 207 | Zagłębie Wałbrzych                  | 4                              | 1          | 1      | 2       | 3-5    | 1982/1983, 1983/1984 |
| 208 | Zamek Gołańcz                       | 2                              | 1          | 0      | 1       | 4-4    | 1997/1998 |
| 209 | Znicz Trzemeszno Lubuskie           | 7                              | 6          | 1      | 0       | 27-15  | 2014/2015, 2017/2018, 2018/2019, 2019/2020 |
| 210 | Zew Dąbroszyn                       | 5                              | 3          | 1      | 1       | 20-5   | 2012/2013, 2013/2014, 2019/2020 |
| 211 | Zorza Kowalów                       | 7                              | 7          | 0      | 0       | 26-3   | 2014/2015, 2017/2018, 2018/2019, 2019/2020 |
| 212 | Zjednoczeni Przytoczna              | 10                             | 6          | 0      | 4       | 27-20  | 1959, 1960, 2015/2016, 2016/2017, 2020/2021 |
| 213 | Zieloni Lubiechnia Wielka           | 5                              | 4          | 0      | 1       | 17-7   | 2014/2015, 2019/2020, 2023/2024, 2024/2025 |
| 214 | Victoria Jaworzno                   | 2                              | 0          | 1      | 1       | 0-1    | 1983/1984 |
| 215 | Victoria Sianów                     | 2                              | 2          | 0      | 0       | 6-0    | 1992/1993 |
| 216 | Victoria Września                   | 2                              | 0          | 2      | 0       | 0-0    | 1999/2000 |

- Opracował Mariusz Gazda Kostrzyn nad Odrą
- W statystykach uwzględniono dwumecz barażowy z sezonu 1958 z Uranem Trzebicz.
- W statystykach uwzględniono mecze barażowe z sezonu 1959 z LZS Przytoczna, LZS Bobrówko.
- W statystykach uwzględniono mecze barażowe z sezonu 1962/1963 z Słubiczanką Słubice, Lenem Nowa Sól, Budowlanymi Gozdnica.
- W statystykach uwzględniono mecze barażowe z sezonu 1965/1966 z Sprotavią Szprotawa, Czarnymi Witnica, Gubinianką Gubin.
- W sezonie 2019/2020 rozegrano tylko rundę jesienną ze względu na zagrożenie epidemiologiczne.
- Braki wyników z sezonu 1960/1961 Klasa B Gorzów Wielkopolski: Celuloza ?-? Admira Gorzów Wielkopolski, Błękitni Dobiegniew ?-? Celuloza, Celuloza ?-? Błękitni Dobiegniew,  Lubuszanin Drezdenko ?-? Celuloza, Orzeł II Międzyrzecz ?-? Celuloza, Pogoń Skwierzyna ?-? Celuloza, Celuloza ?-? Pogoń Skwierzyna, Chrobry Ośno Lubuskie ?-? Celuloza, Celuloza ?:? LZS Trzebicz, Warta Słońsk ?-? Celuloza. Brakuje łącznie 10 wyników.

| Legenda | Oznaczenie                                  | Ilość drużyn |
| ------- | ------------------------------------------- | ------------ |
|         | Kluby które zakończyły działalność          | 25           |
|         |                                             |              |
|         | Kluby które uczestniczą w sezonie 2023/2024 | 15           |

| NAJWYŻSZE ZWYCIESTWO | NAJWYŻSZE ZWYCIESTWO | NAJWYŻSZE ZWYCIESTWO        | NAJWYŻSZE ZWYCIESTWO           | NAJWYŻSZE ZWYCIESTWO |
| Lp.                  | Sezon                | Liga                        | Spotkanie                      |                      |
| -------------------- | -------------------- | --------------------------- | ------------------------------ | -------------------- |
| 1.                   | 2013/2014            | Klasa B Słubice             | Celuloza 20-0 Tęcza Żubrów     |                      |
| 2.                   | 1977/1978            | Klasa A Gorzów Wielkopolski | Obra Bledzew 0-18 Celuloza     |                      |
| 3.                   | 2014/2015            | Klasa A Słubice             | Celuloza 14-0 Chrobry Drzeńsko |                      |

| NAJWYŻSZA PORAŻKA | NAJWYŻSZA PORAŻKA | NAJWYŻSZA PORAŻKA                  | NAJWYŻSZA PORAŻKA                         | NAJWYŻSZA PORAŻKA |
| Lp.               | Sezon             | Liga                               | Spotkanie                                 |                   |
| ----------------- | ----------------- | ---------------------------------- | ----------------------------------------- | ----------------- |
| 1.                | 2016/2017         | Klasa Okręgowa Gorzów Wielkopolski | Warta Słońsk 12-1 Celuloza                |                   |
| 2.                | 1960              | Klasa B Gorzów Wielkopolski        | Celuloza 0-10 Unia II Gorzów Wielkopolski |                   |
| 3.                | 1960              | Klasa B Gorzów Wielkopolski        | Orzeł II Międzyrzecz 9-3 Celuloza         |                   |

| Łączna ilość spotkań ligowych i barażowych     | Łączna ilość spotkań ligowych i barażowych | Łączna ilość spotkań ligowych i barażowych | Łączna ilość spotkań ligowych i barażowych | Łączna ilość spotkań ligowych i barażowych |
| ---------------------------------------------- | ------------------------------------------ | ------------------------------------------ | ------------------------------------------ | ------------------------------------------ |
|                                                | 1811 spotkania                             |                                            |                                            |                                            |
| Najwięcej spotkań ligowy rozegranych z drużyną |                                            |                                            |                                            |                                            |
| Lp.                                            | Przeciwnik                                 | Liczba meczów ligowych                     |                                            |                                            |
| 1.                                             | Łucznik Strzelce Krajeńskie                | 60                                         |                                            |                                            |
| 2.                                             | Lubuszanin Drezdenko                       | 60                                         |                                            |                                            |
| 3.                                             | Orzeł Międzyrzecz                          | 46                                         |                                            |                                            |

### Rywale Celulozy II Kostrzyn nad Odrą
| lp  | Rywal                          | lość spotkań ligowych + baraże | Zwycięstwa | Remisy | Porażki | Bramki | Sezony |
| --- | ------------------------------ | ------------------------------ | ---------- | ------ | ------- | ------ | --- |
| 1   | As Pieski                      | 4                              | 3          | 1      | 0       | 18-3   | 1992/1993, 2022/2023 |
| 2   | Budowlani Murzynowo            | 12                             |            |        |         |        | 1963/1964, 1971/1972, 1974/1975, 1977/1978, 1983/1984, 1987/1988,1993/1994                                                                    |
| 3   | Błękitni Dobiegniew            | 16                             |            |        |         |        | 1965/1966, 1970/1971, 1971/1972, 1981/1982, 1982/1983, 1984/1985, 1985/1986, 1993/1994                                                        |
| 4   | Błękitni II Dobiegniew         | 2                              | 2          | 0      | 0       | 6-0    | 1963/1964 |
| 5   | Błękitni Popowo                | 4                              |            |        |         |        | 1970/1971, 1971/1972 |
| 6   | Błękitni Lubno                 | 12                             | 6          | 2      | 4       | 21-22  | 1988/1989, 1989/1990, 1990/1991, 1991/1992, 1992/1993, 1995/1996, 2024/2025                                                                   |
| 7   | Błękitni Bukowiec              | 2                              | 1          | 0      | 1       | 14-2   | 2022/2023 |
| 8   | Brunatni Sieniawa              | 2                              | 1          | 1      | 0       | 6-4    | 2022/2023 |
| 9   | Błyskawica Gościmiec           | 2                              | 1          | 0      | 1       | 2-3    | 1989/1990 |
| 10  | Błyskawica Brzeźno             | 2                              | 2          | 0      | 0       | 10-1   | 2022/2023 |
| 11  | Czarni Browar Witnica          | 26                             |            |        |         |        | 1974/1975, 1975/1976, 1977/1978, 1978/1979, 1979/1980, 1980/1981, 1982/1983, 1986/1987, 1987/1988, 1990/1991, 1991/1992, 1992/1993, 1993/1994 |
| 12  | Czarni II Browar Witnica       | 4                              | 3          | 1      | 0       | 13-6   | 1964/1965, 1995/1996 |
| 13  | Chrobry Boleszkowice           | 8                              | 6          | 2      | 0       | 28-8   | 1989/1990, 1990/1991, 1991/1992, 1992/1993 |
| 14  | Chrobry Drzeńsko               | 2                              |            |        |         |        | 2024/2025 |
| 15  | Dąb Dębno Lubuskie             | 4                              | 0          | 1      | 3       | 4-9    | 1983/1984, 1984/1985 |
| 16  | Dąb II Dębno Lubuskie          | 8                              | 2          | 2      | 4       | 13-21  | 1977/1978, 1978/1979, 1988/1989, 1992/1993 |
| 17  | Darzbór Bogdaniec              | 2                              | 1          | 0      | 1       | 3-6    | 1960 |
| 18  | Delta Stare Polichno           | 4                              | 1          | 1      | 2       | 6-8    | 1962/1963, 1989/1990 |
| 19  | Drawa Drawno                   | 2                              | 1          | 0      | 1       | 8-3    | 1981/1982 |
| 20  | Fregata Słońsk                 | 6                              | 2          | 1      | 3       | 15-7   | 1989/1990, 1990/1991, 1991/1992 |
| 21  | Feniks Ściechów                | 2                              | 1          | 1      | 0       | 3-2    | 2023/2024 |
| 22  | Grunwald Choszczno             | 4                              | 1          | 1      | 2       | 2-5    | 1983/1984, 1984/1985 |
| 23  | GKS Golenice                   | 2                              | 2          | 0      | 0       | 7-1    | 1982/1983 |
| 24  | GKS Bledzew                    | 2                              |            |        |         |        | 1965/1966 |
| 25  | GKS II Bledzew                 | 4                              | 4          | 0      | 0       | 14-4   | 1963/1964, 1964/1965 |
| 26  | GKP Bogdaniec                  | 2                              | 1          | 0      | 1       | 4-4    | 2022/2023, 2024/2025 |
| 27  | Gwiazda Lubczyno               | 8                              | 6          | 1      | 1       | 21-8   | 1979/1980, 1989/1990, 1990/1991, 1991/1992 |
| 28  | Gryf Sulimierz                 | 4                              | 1          | 1      | 2       | 6-7    | 1981/1982, 1982/1983 |
| 29  | Helios Brzoza                  | 2                              |            |        |         |        | 1970/1971 |
| 30  | Iskra Janczewo                 | 12                             | 8          | 0      | 4       | 35-26  | 1974/1975, 1977/1978, 1980/1981, 1981/1982, 1982/1983, 1992/1993                                                                              |
| 31  | Ilanka Rzepin *                | 16                             | 2          | 3      | 9       |        | 1975/1976, 1978/1979, 1979/1980, 1980/1981, 1985/1986, 1986/1987, 1987/1988, 1993/1994                                                        |
| 32  | Ilanka II Rzepin               | 2                              |            |        |         |        | 2024/2025 |
| 33  | Ikar Korytowo                  | 2                              | 2          | 0      | 0       | 9-1    | 1982/1983 |
| 34  | Juwenia Boczów                 | 2                              |            |        |         |        | 2024/2025 |
| 35  | Kasztelania Santok             | 18                             | 12         | 1      | 5       | 42-25  | 1962/1963, 1974/1975, 1977/1978, 1984/1985, 1985/1986, 1986/1987, 1990/1991, 1991/1992, 1992/1993                                             |
| 36  | KS Nowiny Wielkie              | 2                              | 1          | 0      | 1       | 7-6    | 1995/1996, 2024/2025 |
| 37  | KS Białcz                      | 4                              | 3          | 0      | 1       | 15-6   | 2022/2023, 2023/2024 |
| 38  | KS Wysoka                      | 2                              | 2          | 0      | 0       | 18-3   | 2023/2024 |
| 39  | Kania Cup Baczyna              | 2                              | 2          | 0      | 0       | 14-3   | 2023/2024 |
| 40  | Kosmos 78 Rudnica              | 2                              | 2          | 0      | 0       | 12-1   | 1980/1981 |
| 41  | Koral Mostkowo                 | 2                              | 0          | 2      | 0       | 4-4    | 1987/1988 |
| 42  | Korona Borek                   | 2                              | 2          | 0      | 0       | 7-1    | 1992/1993 |
| 43  | Kłos Pełczyce                  | 8                              | 3          | 0      | 5       | 9-14   | 1981/1982, 1985/1986, 1986/1987, 1987/1988 |
| 44  | Leśnik Lemierzyce *            | 16                             | 7          | 1      | 2       |        | 1970/1971, 1971/1972, 1978/1979, 1979/1980, 1980/1981, 1988/1989, 1995/1996, 2023/2024                                                        |
| 45  | Lubuszanin Drezdenko           | 2                              | 2          | 0      | 2       | 0-2    | 1983/1984 |
| 46  | Lubuszanin II Drezdenko        | 8 + 2                          |            |        |         |        | 1963/1964, 1965/1966, 1982/1983, 1985/1986 |
| 47  | Lubniewiczanka Lubniewice      | 10                             |            |        |         |        | 1970/1971, 1978/1979, 1979/1980, 1980/1981, 1995/1996                                                                                         |
| 48  | LZS Kamień Wielki              | 6                              |            |        |         |        | 1964/1965, 1968/1969, 1969/1970 |
| 49  | LZS Bobrówko                   | 12                             |            |        |         |        | 1965/1966, 1970/1971, 1971/1972, 1983/1984, 1984/1985, 1987/1988                                                                              |
| 50  | LZS Jenin                      | 2                              |            |        |         |        | 1968/1969 |
| 51  | LZS Pyrzany                    | 2                              |            |        |         |        | 1968/1969 |
| 52  | Łucznik Strzelce Krajeńskie    | 6                              | 1          | 0      | 5       | 5-12   | 1983/1984, 1984/1985, 1993/1994 |
| 53  | Łucznik II Strzelce Krajeńskie | 2                              | 2          | 0      | 0       | 5-1    | 1963/1964 |
| 54  | Meprozet Stare Kurowo          | 6                              | 2          | 2      | 2       | 11-9   | 1965/1966, 1983/1984, 1984/1985 |
| 55  | Mościenko Sienno               | 2                              |            |        |         |        | 2024/2025 |
| 56  | Odra Górzyca                   | 18                             |            |        |         |        | 1970/1971, 1975/1976, 1979/1980, 1980/1981, 1988/1989, 1989/1990, 1990/1991, 1993/1994, 1995/1996, 2024/2025                                  |
| 57  | Orkan Długoszyn                | 6                              | 6          | 0      | 0       | 24-7   | 1978/1979, 1979/1980, 1980/1981 |
| 58  | Orzeł Boguszyn                 | 6                              | 5          | 1      | 0       | 27-8   | 1981/1982, 1982/1983, 1993/1994 |
| 59  | Osadnik Myślibórz              | 8                              | 3          | 2      | 3       | 11-12  | 1983/1984, 1984/1985, 1985/1986, 1986/1987 |
| 60  | Osadnik II Myślibórz           | 2                              | 2          | 0      | 0       | 6-0    | 1988/1989 |
| 61  | Olimpia Smolnica               | 2                              | 2          | 0      | 0       | 10-1   | 1978/1979 |
| 62  | Obra Trzcinna                  | 2                              |            |        |         |        | 2024/2025 |
| 63  | Orzeł Międzyrzecz              | 10                             | 2          | 2      | 6       | 13-21  | 1983/1984, 1984/1985, 1985/1986, 1986/1987, 1987/1988                                                                                         |
| 64  | Orzeł II Międzyrzecz           | 2                              | 2          | 0      | 0       | 9-0    | 1992/1993 |
| 65  | Polonia Dolsk                  | 2                              | 2          | 0      | 0       | 10-3   | 1995/1996 |
| 66  | Polonia Lipki Wielkie          | 18                             |            |        |         |        | 1962/1963, 1965/1966, 1970/1971, 1974/1975, 1977/1978, 1981/1982, 1989/1990, 1990/1991, 1991/1992                                             |
| 67  | Polonia Słubice                | 10                             | 1          | 2      | 7       | 5-18   | 1978/1979, 1979/1980, 1983/1984, 1984/1985, 1993/1994                                                                                         |
| 68  | Polonia II Słubice             | 2                              | 0          | 0      | 2       | 2-10   | 1995/1996 |
| 69  | Pogoń II Barlinek              | 12                             | 8          | 1      | 3       | 24-16  | 1983/1984, 1984/1985, 1985/1986, 1986/1987, 1987/1988, 1993/1994                                                                              |
| 70  | Pogoń Skwierzyna               | 12                             |            |        |         |        | 1970/1971, 1971/1972, 1983/1984, 1986/1987, 1987/1988, 1993/1994                                                                              |
| 71  | Pogoń II Skwierzyna            | 4 + 1                          |            |        |         |        | 1964/1965, 1974/1975 |
| 72  | Pogoń Krzeszyce                | 12                             |            |        |         |        | 1971/1972, 1975/1976, 1978/1979, 1979/1980, 1988/1989, 1995/1996, 2024/2025                                                                   |
| 73  | Piast Karnin                   | 2                              |            |        |         |        | 1974/1975 |
| 74  | Płomień Siedlice               | 2                              | 2          | 0      | 0       | 7-1    | 1977/1978 |
| 75  | PKS Kostrzyn nad Odrą          | 6                              | 5          | 0      | 1       | 13-6   | 1980/1981, 1981/1982, 1982/1983 |
| 76  | Remor Recz                     | 12                             | 4          | 2      | 6       | 21-21  | 1981/1982, 1982/1983, 1985/1986, 1986/1987, 1987/1988, 1993/1994                                                                              |
| 77  | Róża Różanki                   | 2                              | 1          | 1      | 0       | 10-3   | 1982/1983 |
| 78  | Santos Sarbinowo               | 4                              | 2          | 2      | 0       | 8-6    | 1977/1978, 1978/1979 |
| 79  | Spójnia Ośno Lubuskie          | 6                              |            |        |         |        | 1975/1976, 1979/1980, 1995/1996 |
| 80  | Smogórzanka Smogóry            | 14                             | 6          | 1      | 7       | 34-27  | 1979/1980, 1980/1981, 1988/1989, 1989/1990, 1990/1991, 1991/1992, 2022/2023                                                                   |
| 81  | Sparta Międzyrzecz             | 8                              | 4          | 1      | 3       | 16-18  | 1989/1990, 1990/1991, 1991/1992, 1993/1994 |
| 82  | Spartan Sosny                  | 2                              | 1          | 1      | 0       | 9-1    | 2023/2024 |
| 83  | Stilon II Gorzów Wielkopolski  | 10                             |            |        |         |        | 1965/1966, 1971/1972, 1985/1986, 1986/1987, 1987/1988                                                                                         |
| 84  | Stilon III Gorzów Wielkopolski | 2                              | 0          | 0      | 2       | 1-19   | 1960 |
| 85  | Sokół II Gorzów Wielkopolski   | 4                              |            |        |         |        | 1960, 1965/1966 |
| 86  | Sokół Gościm                   | 2                              |            |        |         |        | 1971/1972 |
| 87  | Stal Sulęcin                   | 10                             |            |        |         |        | 1965/1966, 1983/1984, 1984/1985, 1985/1986, 1986/1987                                                                                         |
| 88  | Stal II Sulęcin                | 2                              | 2          | 0      | 0       | 12-3   | 1978/1979 |
| 89  | Stal Rzepin                    | 2                              |            |        |         |        | 1975/1976 |
| 90  | Star Breń                      | 2                              | 2          | 0      | 0       | 8-0    | 1982/1983 |
| 91  | Słowian Deszczno               | 6                              |            |        |         |        | 1974/1975, 1977/1978, 1981/1982 |
| 92  | Sokół Różańsko                 | 2                              | 1          | 1      | 0       | 7-4    | 1995/1996 |
| 93  | Sułowianka Sułów               | 2                              |            |        |         |        | 1975/1976 |
| 94  | Strzała Płotno                 | 2                              | 1          | 1      | 0       | 18-3   | 1981/1982 |
| 95  | SHR Wojcieszyce                | 6                              |            |        |         |        | 1960, 1970/1971, 1984/1985 |
| 96  | SHR II Wojcieszyce             | 2                              |            |        |         |        | 1974/1975 |
| 97  | Tor-Bud Baczyna                | 2                              | 1          | 0      | 1       | 6-3    | 1993/1994 |
| 98  | Victoria Stanowice             | 8                              |            |        |         |        | 1974/1975, 1975/1976, 1977/1978, 1978/1979 |
| 99  | Uran Trzebicz                  | 4                              | 3          | 1      | 0       | 16-4   | 1981/1982, 1982/1983 |
| 100 | Unia Lubiszyn Tarnów           | 8                              | 3          | 2      | 3       | 15-11  | 1990/1991, 1991/1992, 1992/1993, 1995/1996 |
| 101 | Warta Czarnów                  | 2                              |            |        |         |        | 1975/1976 |
| 102 | Walka Czarnów                  | 4                              | 3          | 1      | 0       | 19-1   | 2022/2023, 2023/2024 |
| 103 | Warta Drzewice                 | 2                              |            |        |         |        | 1968/1969 |
| 104 | Warta Gorzów Wielkopolski      | 10                             | 3          | 1      | 6       | 13-21  | 1982/1983, 1984/1985, 1985/1986, 1986/1987, 1987/1988                                                                                         |
| 105 | Warta Kostrzyn nad Odrą        | 2                              | 0          | 0      | 2       | 1-24   | 1960 |
| 106 | Warta Kołczyn                  | 2                              |            |        |         |        | 1971/1972 |
| 107 | Warta Słońsk                   | 14                             |            |        |         |        | 1964/1965, 1975/1976, 1988/1989, 1989/1990, 1990/1991, 1991/1992, 1992/1993                                                                   |
| 108 | Warta Międzychód               | 10                             | 3          | 2      | 5       | 17-18  | 1985/1986, 1986/1987, 1987/1988, 1989/1990, 1993/1994                                                                                         |
| 109 | Warta Wawrów                   | 2                              | 1          | 1      | 0       | 4-1    | 1993/1994 |
| 110 | Wiatraczanka Nowa Niedrzwica   | 2                              |            |        |         |        | 1971/1972 |
| 111 | Woda Rzecko                    | 2                              | 2          | 0      | 0       | 3-0    | 1981/1982 |
| 112 | Zjednoczeni Przytoczna         | 4                              |            |        |         |        | 1971/1972, 1983/1984, 1984/1985 |
| 113 | Zjednoczeni Jeniniec           | 4                              | 4          | 0      | 0       | 16-6   | 2022/2023, 2023/2024 |
| 114 | Zdrowie Obrzyce -Międzyrzecz   | 2                              | 1          | 1      | 0       | 5-2    | 1991/1992 |
| 115 | Zorza Grzmiąca                 | 2                              |            |        |         |        | 1970/1971 |
| 116 | Zorza Kowalów                  | 10                             |            |        |         |        | 1975/1976, 1980/1981, 1983/1984, 1992/1993, 1995/1996, 2024/2025                                                                              |
| 117 | Zew Dąbroszyn                  | 14                             |            |        |         |        | 1974/1975, 1975/1976, 1988/1989, 1991/1992, 1992/1993, 1995/1996, 2023/2024                                                                   |
| 118 | Zryw Racław                    | 2                              |            |        |         |        | 1968/1969 |
| 119 | Znicz Żabice                   | 2                              |            |        |         |        | 1968/1969 |
| 120 | Znicz Trzemeszno Lubuskie      | 8                              | 2          | 2      | 4       | 13-22  | 1979/1980, 1980/1981, 1988/1989, 1990/1991, 2024/2025                                                                                         |
| 121 | Zieloni Lubiechnia Wielka      | 2                              |            |        |         |        | 1975/1976 |
| 122 | Zieloni Drzeńsko               | 8                              | 6          | 0      | 2       | 27-11  | 1978/1979, 1979/1980, 1980/1981, 1988/1989 |
| 123 | Złote Piaski Dzierżów          | 2                              |            |        |         |        | 2024/2025 |

## Celuloza Kostrzyn w II lidze
Tabela II ligi z sezonu 1982/1983
| Lp | II LIGA 1982/83        | Mecze | Punkty | Bramki | Dom | Wyjazd |
| -- | ---------------------- | ----- | ------ | ------ | --- | ------ |
| 1  | Górnik Wałbrzych       | 30    | 41     | 43-18  | 0:3 | 1:2    |
| 2  | Olimpia Poznań         | 30    | 39     | 40-18  | 0:0 | 0:2    |
| 3  | Zagłębie Lubin         | 30    | 36     | 40-31  | 1:1 | 0:2    |
| 4  | Piast Gliwice          | 30    | 35     | 31-22  | 1:2 | 2:1    |
| 5  | Stal Stocznia Szczecin | 30    | 32     | 31-27  | 2:0 | 0:0    |
| 6  | Zagłębie Wałbrzych     | 30    | 31     | 30-27  | 0:1 | 0:2    |
| 7  | Odra Wodzisław Śląski  | 30    | 31     | 32-33  | 1:1 | 1:1    |
| 8  | Celuloza Kostrzyn      | 30    | 31     | 24-27  | -   | -      |
| 9  | Olimpia Elbląg         | 30    | 30     | 29-29  | 1:0 | 0:0    |
| 10 | Stilon Gorzów          | 30    | 30     | 35-36  | 0:0 | 2:1    |
| 11 | Arka Gdynia            | 30    | 29     | 24-28  | 0:0 | 0:1    |
| 12 | Odra Opole             | 30    | 29     | 36-46  | 2:0 | 1:1    |
| 13 | ROW Rybnik             | 30    | 28     | 34-35  | 1:1 | 2:1    |
| 14 | GKS Tychy              | 30    | 25     | 34-37  | 0:0 | 0:3    |
| 15 | Arkonia Szczecin       | 30    | 18     | 31-52  | 2:0 | 1:0    |
| 16 | Gryf Słupsk            | 30    | 15     | 23-51  | 1:0 | 1:1    |

Tabela II ligi z sezonu 1983/1984
| Lp | II LIGA 1983/84        | Mecze | Punkty | Bramki | Dom | Wyjazd |
| -- | ---------------------- | ----- | ------ | ------ | --- | ------ |
| 1  | Lechia Gdańsk          | 30    | 46     | 61-18  | 1:0 | 0:2    |
| 2  | Olimpia Poznań         | 30    | 46     | 38-17  | 0:2 | 1:2    |
| 3  | Odra Wodzisław Śląski  | 30    | 36     | 34-24  | 1:1 | 0:6    |
| 4  | Zagłębie Lubin         | 30    | 30     | 30-35  | 2:0 | 0:3    |
| 5  | Zagłębie Wałbrzych     | 30    | 29     | 37-32  | 1:0 | 1:2    |
| 6  | Moto Jelcz Oława       | 30    | 29     | 19-22  | 2:1 | 1:1    |
| 7  | Stilon Gorzów          | 30    | 29     | 30-34  | 0:1 | 1:1    |
| 8  | Stal Stocznia Szczecin | 30    | 28     | 29-27  | 1:0 | 0:1    |
| 9  | Chemik Police          | 30    | 28     | 28-31  | 1:1 | 0:1    |
| 10 | Gwardia Warszawa       | 30    | 28     | 24-27  | 0:4 | 0:1    |
| 11 | Piast Gliwice          | 30    | 28     | 28-32  | 1:1 | 0:0    |
| 12 | Victoria Jaworzno      | 30    | 28     | 21-25  | 0:1 | 0:0    |
| 13 | Odra Opole             | 30    | 27     | 29-30  | 2:1 | 0:1    |
| 14 | Arka Gdynia            | 30    | 25     | 29-36  | 2:1 | 2:3    |
| 15 | Celuloza Kostrzyn      | 30    | 23     | 20-38  | -   | -      |
| 16 | Olimpia Elbląg         | 30    | 20     | 17-46  | 0:0 | 0:0    |

## Celuloza Kostrzyn w Pucharze Polski
Sezon 1978/1979 
- I Runda Pucharu Polski
  - Promień Żary 1:0 Celuloza Kostrzyn

 Sezon 1983/1984 
- II Runda Pucharu Polski
  - LZS Grudynia Wielka 1:2 Celuloza Kostrzyn (Bramki: Hubert Sznajd (46 minuta) – Zbigniew Kodzis (22 minuta), Kazimierz Zarzycki (45 minuta))
- III Runda Pucharu Polski
  - Gryf Słupsk 0:0, rzuty karne 6:7, Celuloza Kostrzyn
- 1/16 Pucharu Polski
  - Celuloza Kostrzyn 0:0, rzuty karne 3:4, Lech Poznań

 Sezon 1984/1985 
- II Runda Pucharu Polski
  - Gryf Słupsk 2:1 Celuloza Kostrzyn

 Sezon 1986/1987 
- I Runda Pucharu Polski
  - Kania Gostyń 0:2 Celuloza Kostrzyn
- II Runda Pucharu Polski
  - Celuloza Kostrzyn 0:2 Dozamet Nowa Sól

 Sezon 1992/1993 
- I Runda Pucharu Polski
  - Celuloza Kostrzyn 1:0 Orzeł Biały Wałcz (Bramki: Ireneusz Sobczak (3 minuta))
- II Runda Pucharu Polski
  - Górnik Złotoryja 1:0 Celuloza Kostrzyn

 Sezon 1994/1995 
- I Runda Pucharu Polski
  - Celuloza Kostrzyn 0:2 Lechia Zielona Góra (Bramki: Sawczuk (3 minuta), Zych (35 minuta))

## Piłkarze Celulozy w Ekstraklasie
- Kazimierz Sidorczuk – Lech Poznań, Sokół Pniewy, Zagłębie Lubin, Warta Poznań, Wisła Płock, Stomil Olsztyn: 205 meczów
- Dariusz Dudka – Amica Wronki, Wisła Kraków: 170 mecze, 5 bramki
- Grzegorz Wojtkowiak – Amica Wronki, Lech Poznań: 134 mecze, 3 bramki
- Dawid Kucharski – Amica Wronki, Lech Poznań: 98 meczów, 3 bramki
- Sebastian Ziajka – Podbeskidzie Bielsko-Biała: 34 mecze, 3 bramki
- Franciszek Filas – Zagłębie Lubin: 14 meczów
- Amadeusz Kłodawski – Dyskobolia Grodzisk Wielkopolski: 4 mecze
- Dariusz Czerniawski – Legia Warszawa: 2 mecze
- Roman Frydryszak – Warta Poznań: 16 meczów, 1 bramka
- Leszek Żygielewicz – Zawisza Bydgoszcz: 11 meczów
- Kamil Sylwestrzak – Korona Kielce: 19 spotkań